# Trolleybus de Budapest
Le trolleybus de Budapest dessert essentiellement le centre-ville de Budapest. Il est exploité par la société publique Budapesti Közlekedési Zrt.. Inauguré le 21 décembre 1949 par Kálmán Pongrácz, jour de l'anniversaire de Joseph Staline, la numérotation de sa première ligne à partir de 70 est une référence explicite à l'âge du dictateur russe.

## Histoire
Le premier trolleybus à rouler à Budapest apparaît pour la première fois le 16 décembre 1933. Il relie alors Vörösvári út au cimetière d'Óbuda sur la rive droite du Danube et il porte le numéro 7. Auparavant, trois lignes de trolleybus existaient déjà dans le Royaume de Hongrie : entre Poprád et Ótátrafüred (1904–1906), à Nagyszeben en Transylvanie (1904) et entre Pozsony et Vaskutacska (1909–1915). L'exploitation de la première ligne est interrompue en 1944 car toutes les infrastructures de circulation sont détruites pendant la guerre. De 1949 à 1957, le réseau de trolleybus budapestois est en pleine expansion. Après une période de répit, le développement des lignes se poursuit à la faveur de la crise pétrolière de la fin des années 1970. La ligne qui dessert le quartier de Zugló est alors la dernière à être construite dans la capitale. Deux autres réseaux de trolleybus voient ensuite le jour en Hongrie, à Szeged en 1979 et à Debrecen en 1985. De nos jours, bien que des projets aient été présentés, l'idée d'un réseau sur la rive de Buda n'est pas d'actualité car jugé trop onéreux.

## Structuration du réseau
Le réseau de trolleybus de Budapest s'étend uniquement sur Pest. Il se déploie essentiellement dans les 5e, 6e, 7e, 13e et 14e arrondissements de la capitale hongroise. Les 15 lignes de trolleybus sont organisées autour de plusieurs pôles intermodaux, dont le plus important reste la Gare de Budapest-Keleti ( 73 76 78 79 80 80A) et les plus notables la station HÉV d'Örs vezér tere ( 80 81 82), la Gare routière internationale de Budapest-Stadion ( 75 77) et la station de métro Arany János utca ( 72 73) à proximité de Deák Ferenc tér. Le bois de la ville (Városliget) est largement desservi par le réseau.

## Lignes et dessertes
| Ligne | Caractéristiques | Caractéristiques                                       | Caractéristiques                                       | Caractéristiques                                       | Caractéristiques                                                                        | Caractéristiques                                       | Caractéristiques                                       | Caractéristiques                                       | Caractéristiques                                       |
| 70    | Erzsébet királyné útja, aluljáró ⥋ Kossuth Lajos tér M | Erzsébet királyné útja, aluljáró ⥋ Kossuth Lajos tér M | Erzsébet királyné útja, aluljáró ⥋ Kossuth Lajos tér M | Erzsébet királyné útja, aluljáró ⥋ Kossuth Lajos tér M | Erzsébet királyné útja, aluljáró ⥋ Kossuth Lajos tér M                                  | Erzsébet királyné útja, aluljáró ⥋ Kossuth Lajos tér M | Erzsébet királyné útja, aluljáró ⥋ Kossuth Lajos tér M | Erzsébet királyné útja, aluljáró ⥋ Kossuth Lajos tér M | Erzsébet királyné útja, aluljáró ⥋ Kossuth Lajos tér M |
| ----- | --- | ------------------------------------------------------ | ------------------------------------------------------ | ------------------------------------------------------ | --------------------------------------------------------------------------------------- | ------------------------------------------------------ | ------------------------------------------------------ | ------------------------------------------------------ | ------------------------------------------------------ |
| 70    | Ouverture / Fermeture 21 décembre 1949 / — | Longueur 4,5–4,6 km                                    | Durée 20 min                                           | Nb. d’arrêts 15                                        | Matériel Solaris Trollino 12, Ikarus 412T                                               | Jours de fonctionnement L, Ma, Me, J, V, S, D          | Jour / Soir / Nuit / Fêtes O / O / N / O               | Voy. / an —                                            | Dépôt Kőbánya                                          |
| 70    | Desserte : Erzsébet királyné útja, aluljáró 1 3 69 • Közlekedési Múzeum • Olof Palme sétány • Dvořák sétány • Damjanich utca / Dózsa György út • Nefelejcs utca / Damjanich utca • Bajza utca • Lövölde tér • Izabella utca / Király utca • Király utca / Erzsébet körút 4 6 • Akácfa utca • Andrássy út (Opera M) • Zichy Jenő utca • Báthory utca / Bajcsy-Zsilinszky út • Kossuth Lajos tér M 2 |                                                        |                                                        |                                                        |                                                                                         |                                                        |                                                        |                                                        |                                                        |
| 70    | Autre : - Horaires : La ligne circule tous les jours entre 4h28 et 23h47. |                                                        |                                                        |                                                        |                                                                                         |                                                        |                                                        |                                                        |                                                        |
| 70    | Dernière actualisation : — |                                                        |                                                        |                                                        |                                                                                         |                                                        |                                                        |                                                        |                                                        |
| 72    | Zugló vasútállomás (Hermina út) ⥋ Deák Ferenc tér M | Zugló vasútállomás (Hermina út) ⥋ Deák Ferenc tér M    | Zugló vasútállomás (Hermina út) ⥋ Deák Ferenc tér M    | Zugló vasútállomás (Hermina út) ⥋ Deák Ferenc tér M    | Zugló vasútállomás (Hermina út) ⥋ Deák Ferenc tér M                                     | Zugló vasútállomás (Hermina út) ⥋ Deák Ferenc tér M    | Zugló vasútállomás (Hermina út) ⥋ Deák Ferenc tér M    | Zugló vasútállomás (Hermina út) ⥋ Deák Ferenc tér M    | Zugló vasútállomás (Hermina út) ⥋ Deák Ferenc tér M    |
| 72    | Ouverture / Fermeture 26 octobre 1952 / — | Longueur 6,2–6,3 km                                    | Durée 19–23 min                                        | Nb. d’arrêts 17–18                                     | Matériel Solaris Trollino 12, Solaris Trollino 18                                       | Jours de fonctionnement L, Ma, Me, J, V, S, D          | Jour / Soir / Nuit / Fêtes O / O / N / O               | Voy. / an —                                            | Dépôt Kőbánya                                          |
| 72    | Desserte : Zugló vasútállomás (Gare de Zugló) 1 • Stefánia út / Thököly út (<<<) • Vakok Intézete • Közlekedési Múzeum • Bethesda utca • Kós Károly sétány (>>>) • Széchenyi fürdő • Állatkert • Honvédkórház (Hősök tere M) • Rippl-Rónai utca (<<<) • Munkácsy Mihály utca (>>>) • Bajza utca • Színyei Merse utca • Ferdinánd híd (Izabella utca) • Nyugati pályaudvar M (Podmaniczky utca) 4 6 2 70 71 100A (Gare de Budapest-Nyugati) • Báthory utca / Bajcsy-Zsilinszky út • Arany János utca M • Szent István Bazilika • Deák Ferenc tér M |                                                        |                                                        |                                                        |                                                                                         |                                                        |                                                        |                                                        |                                                        |
| 72    | Autre : - Horaires : La ligne circule tous les jours de 4h31 à 0h12. |                                                        |                                                        |                                                        |                                                                                         |                                                        |                                                        |                                                        |                                                        |
| 72    | Dernière actualisation : — |                                                        |                                                        |                                                        |                                                                                         |                                                        |                                                        |                                                        |                                                        |
| 73    | Keleti pályaudvar M ⥋ Deák Ferenc tér M | Keleti pályaudvar M ⥋ Deák Ferenc tér M                | Keleti pályaudvar M ⥋ Deák Ferenc tér M                | Keleti pályaudvar M ⥋ Deák Ferenc tér M                | Keleti pályaudvar M ⥋ Deák Ferenc tér M                                                 | Keleti pályaudvar M ⥋ Deák Ferenc tér M                | Keleti pályaudvar M ⥋ Deák Ferenc tér M                | Keleti pályaudvar M ⥋ Deák Ferenc tér M                | Keleti pályaudvar M ⥋ Deák Ferenc tér M                |
| 73    | Ouverture / Fermeture 26 octobre 1952 / — | Longueur 4,4–5,2 km                                    | Durée 20–21 min                                        | Nb. d’arrêts 11–12                                     | Matériel Solaris Trollino 12                                                            | Jours de fonctionnement L, Ma, Me, J, V, S, D          | Jour / Soir / Nuit / Fêtes O / N / N / O               | Voy. / an —                                            | Dépôt Kőbánya                                          |
| 73    | Desserte : Keleti pályaudvar M (Gare de Budapest-Keleti) • Keleti pályaudvar M (>>>) 24 • Munkás utca • Péterfy Sándor utca • Rózsák tere (>>>) • István utca / Rottenbiller utca (<<<) • Wesselényi utca / Izabella utca (>>>) • Rózsa utca (<<<) • Dob utca (<<<) • Izabella utca / Király utca • Andrássy út (Vörösmarty utca M) • Ferdinánd híd (Izabella utca) • Nyugati pályaudvar M (Podmaniczky utca) 4 6 2 70 71 100A (Gare de Budapest-Nyugati) • Báthory utca / Bajcsy-Zsilinszky út • Arany János utca M • Szent István Bazilika • Deák Ferenc tér M |                                                        |                                                        |                                                        |                                                                                         |                                                        |                                                        |                                                        |                                                        |
| 73    | Autre : - Horaires : La ligne circule de 5h55 à 20h36 en semaine, de 6h55 à 20h39 les samedis et de 7h55 à 20h39 les dimanches et jours fériés. |                                                        |                                                        |                                                        |                                                                                         |                                                        |                                                        |                                                        |                                                        |
| 73    | Dernière actualisation : — |                                                        |                                                        |                                                        |                                                                                         |                                                        |                                                        |                                                        |                                                        |
| 74    | Csáktornya park ⥋ Károly körút (Astoria M) | Csáktornya park ⥋ Károly körút (Astoria M)             | Csáktornya park ⥋ Károly körút (Astoria M)             | Csáktornya park ⥋ Károly körút (Astoria M)             | Csáktornya park ⥋ Károly körút (Astoria M)                                              | Csáktornya park ⥋ Károly körút (Astoria M)             | Csáktornya park ⥋ Károly körút (Astoria M)             | Csáktornya park ⥋ Károly körút (Astoria M)             | Csáktornya park ⥋ Károly körút (Astoria M)             |
| 74    | Ouverture / Fermeture 30 décembre 1953 / — | Longueur 7,4–8 km                                      | Durée 26–30 min                                        | Nb. d’arrêts 19–20                                     | Matériel Ikarus 411T, Ikarus 412T, Solaris Trollino 12                                  | Jours de fonctionnement L, Ma, Me, J, V, S, D          | Jour / Soir / Nuit / Fêtes O / O / N / O               | Voy. / an —                                            | Dépôt Kőbánya                                          |
| 74    | Desserte : Csáktornya park • Róna park (>>>) • Sárrét park • Pándorfalu utca • Nezsider park • Kassai tér • Szőnyi út (<<<) • Teleki Blanka utca (<<<) • Amerikai út (>>>) • Kacsóh Pongrác út (<<<) • Bethesda utca • Közlekedési Múzeum • Vakok Intézete • Zichy Géza utca • Ötvenhatosok tere • Dózsa György út (<<<) • Nefelejcs utca / István utca (>>>) • Nefelejcs utca (<<<) • Rottenbiller utca / István utca (>>>) • Rózsa utca (<<<) • Rózsák tere (>>>) • Almássy tér (<<<) • Szövetség utca (>>>) • Wesselényi utca / Erzsébet körút (<<<) • Blaha Lujza tér M (>>>) 4 6 28 28A 37 37A 62 • Nyár utca (<<<) • Nagy Diófa utca (>>>) • Károly körút (Astoria M) 47 48 49 |                                                        |                                                        |                                                        |                                                                                         |                                                        |                                                        |                                                        |                                                        |
| 74    | Autre : - Horaires : La ligne circule tous les jours entre 4h26 et 0h16. |                                                        |                                                        |                                                        |                                                                                         |                                                        |                                                        |                                                        |                                                        |
| 74    | Dernière actualisation : — |                                                        |                                                        |                                                        |                                                                                         |                                                        |                                                        |                                                        |                                                        |
| 74A   | Csáktornya park ⥋ Mexikói út M | Csáktornya park ⥋ Mexikói út M                         | Csáktornya park ⥋ Mexikói út M                         | Csáktornya park ⥋ Mexikói út M                         | Csáktornya park ⥋ Mexikói út M                                                          | Csáktornya park ⥋ Mexikói út M                         | Csáktornya park ⥋ Mexikói út M                         | Csáktornya park ⥋ Mexikói út M                         | Csáktornya park ⥋ Mexikói út M                         |
| 74A   | Ouverture / Fermeture 22 avril 1954 / — | Longueur 2,8–3,4 km                                    | Durée 8–10 min                                         | Nb. d’arrêts 7–9                                       | Matériel Ikarus 411T, Ikarus 412T, Solaris Trollino 12                                  | Jours de fonctionnement L, Ma, Me, J, V                | Jour / Soir / Nuit / Fêtes O / N / N / N               | Voy. / an —                                            | Dépôt Kőbánya                                          |
| 74A   | Desserte : Csáktornya park • Róna park (>>>) • Sárrét park • Pándorfalu utca • Nezsider park • Kassai tér • Szőnyi út (<<<) • Teleki Blanka utca (<<<) • Mexikói út (<<<) • Mexikói út M 3 69 |                                                        |                                                        |                                                        |                                                                                         |                                                        |                                                        |                                                        |                                                        |
| 74A   | Autre : - Horaires : La ligne circule en semaine de 4h18 à 20h10. |                                                        |                                                        |                                                        |                                                                                         |                                                        |                                                        |                                                        |                                                        |
| 74A   | Dernière actualisation : — |                                                        |                                                        |                                                        |                                                                                         |                                                        |                                                        |                                                        |                                                        |
| 75    | Puskás Ferenc Stadion M ⥋ Jászai Mari tér | Puskás Ferenc Stadion M ⥋ Jászai Mari tér              | Puskás Ferenc Stadion M ⥋ Jászai Mari tér              | Puskás Ferenc Stadion M ⥋ Jászai Mari tér              | Puskás Ferenc Stadion M ⥋ Jászai Mari tér                                               | Puskás Ferenc Stadion M ⥋ Jászai Mari tér              | Puskás Ferenc Stadion M ⥋ Jászai Mari tér              | Puskás Ferenc Stadion M ⥋ Jászai Mari tér              | Puskás Ferenc Stadion M ⥋ Jászai Mari tér              |
| 75    | Ouverture / Fermeture 31 décembre 1954 / — | Longueur 7,1–8 km                                      | Durée 26–29 min                                        | Nb. d’arrêts 19–20                                     | Matériel Ikarus 280T, Ikarus 412T, MAN NGE152, Solaris Trollino 12, Solaris Trollino 18 | Jours de fonctionnement L, Ma, Me, J, V, S, D          | Jour / Soir / Nuit / Fêtes O / O / N / O               | Voy. / an —                                            | Dépôt Kőbánya                                          |
| 75    | Desserte : Puskás Ferenc Stadion M 1 (Gare routière internationale de Budapest-Stadion)• Puskás Ferenc Stadion M (Hungária körút) (<<<) • Szobránc köz • Egressy út / Stefánia út • Stefánia út / Thököly út • Zichy Géza utca • Ötvenhatosok tere • Dembinszky utca (<<<) Damjanich utca / Dózsa György út • Benczúr utca • Hősök tere M • Vágány utca / Dózsa György út • Lehel utca / Dózsa György út 14 • Kassák Lajos utca • Dózsa György út M • Dráva utca • Vág utca • Ipoly utca • Szent István park • Radnóti Miklós utca • Jászai Mari tér |                                                        |                                                        |                                                        |                                                                                         |                                                        |                                                        |                                                        |                                                        |
| 75    | Autre : - Horaires : La ligne circule tous les jours de 4h18 à 23h49. |                                                        |                                                        |                                                        |                                                                                         |                                                        |                                                        |                                                        |                                                        |
| 75    | Dernière actualisation : — |                                                        |                                                        |                                                        |                                                                                         |                                                        |                                                        |                                                        |                                                        |
| 76    | Keleti pályaudvar M ⥋ Jászai Mari tér | Keleti pályaudvar M ⥋ Jászai Mari tér                  | Keleti pályaudvar M ⥋ Jászai Mari tér                  | Keleti pályaudvar M ⥋ Jászai Mari tér                  | Keleti pályaudvar M ⥋ Jászai Mari tér                                                   | Keleti pályaudvar M ⥋ Jászai Mari tér                  | Keleti pályaudvar M ⥋ Jászai Mari tér                  | Keleti pályaudvar M ⥋ Jászai Mari tér                  | Keleti pályaudvar M ⥋ Jászai Mari tér                  |
| 76    | Ouverture / Fermeture 26 avril 1955 / — | Longueur 4,4–4,8 km                                    | Durée 22 min                                           | Nb. d’arrêts 13–15                                     | Matériel Solaris Trollino 12                                                            | Jours de fonctionnement L, Ma, Me, J, V, S, D          | Jour / Soir / Nuit / Fêtes O / O / N / O               | Voy. / an —                                            | Dépôt Kőbánya                                          |
| 76    | Desserte : Keleti pályaudvar M (Gare de Budapest-Keleti) • Keleti pályaudvar M (>>>) 24 • Munkás utca • Péterfy Sándor utca • Rózsák tere (>>>) • István utca / Rottenbiller utca (<<<) • Wesselényi utca / Izabella utca (>>>) • Rózsa utca (<<<) • Dob utca (<<<) • Izabella utca / Király utca • Andrássy út (Vörösmarty utca M) • Ferdinánd híd (Izabella utca) • Csanády utca (Lehel tér M) • Lehel tér M 14 (<<<) • Hegedűs Gyula utca (>>>) • Victor Hugo utca (<<<) • Szent István park • Radnóti Miklós utca • Jászai Mari tér |                                                        |                                                        |                                                        |                                                                                         |                                                        |                                                        |                                                        |                                                        |
| 76    | Autre : - Horaires : La ligne circule tous les jours de 4h39 à 0h06. |                                                        |                                                        |                                                        |                                                                                         |                                                        |                                                        |                                                        |                                                        |
| 76    | Dernière actualisation : — |                                                        |                                                        |                                                        |                                                                                         |                                                        |                                                        |                                                        |                                                        |
| 77    | Öv utca / Egressy út ⥋ Puskás Ferenc Stadion M | Öv utca / Egressy út ⥋ Puskás Ferenc Stadion M         | Öv utca / Egressy út ⥋ Puskás Ferenc Stadion M         | Öv utca / Egressy út ⥋ Puskás Ferenc Stadion M         | Öv utca / Egressy út ⥋ Puskás Ferenc Stadion M                                          | Öv utca / Egressy út ⥋ Puskás Ferenc Stadion M         | Öv utca / Egressy út ⥋ Puskás Ferenc Stadion M         | Öv utca / Egressy út ⥋ Puskás Ferenc Stadion M         | Öv utca / Egressy út ⥋ Puskás Ferenc Stadion M         |
| 77    | Ouverture / Fermeture 2 août 1980 / — | Longueur 6–7,1 km                                      | Durée 21–22 min                                        | Nb. d’arrêts 16–19                                     | Matériel Ikarus 412T, Ikarus 280T, MAN NGE152, Solaris Trollino 12                      | Jours de fonctionnement L, Ma, Me, J, V, S, D          | Jour / Soir / Nuit / Fêtes O / O / N / O               | Voy. / an —                                            | Dépôt Kőbánya                                          |
| 77    | Desserte : Öv utca / Egressy út • Öv utca (<<<) • Cinkotai út / Mogyoródi út (<<<) • Gvadányi utca (<<<) • Kála utca (<<<) • Rákosmezei tér • Szugló utca / Cinkotai út • Miskolci utca / Szugló utca • Komócsy utca • Egressy út / Vezér utca • Turán utca • Egressy tér 3 62 62A • Róna utca • Posta Járműtelep • Törökőr utca • Egressy út / Hungária körút • Egressy út / Stefánia út • Szobránc köz • Puskás Ferenc Stadion M (>>>) 1 (Gare routière internationale de Budapest-Stadion) • Puskás Ferenc Stadion M |                                                        |                                                        |                                                        |                                                                                         |                                                        |                                                        |                                                        |                                                        |
| 77    | Autre : - Horaires : La ligne circule tous les jours de 4h39 à 23h50. |                                                        |                                                        |                                                        |                                                                                         |                                                        |                                                        |                                                        |                                                        |
| 77    | Dernière actualisation : — |                                                        |                                                        |                                                        |                                                                                         |                                                        |                                                        |                                                        |                                                        |
| 78    | Keleti pályaudvar M (Garay utca) ⥋ Kossuth Lajos tér M | Keleti pályaudvar M (Garay utca) ⥋ Kossuth Lajos tér M | Keleti pályaudvar M (Garay utca) ⥋ Kossuth Lajos tér M | Keleti pályaudvar M (Garay utca) ⥋ Kossuth Lajos tér M | Keleti pályaudvar M (Garay utca) ⥋ Kossuth Lajos tér M                                  | Keleti pályaudvar M (Garay utca) ⥋ Kossuth Lajos tér M | Keleti pályaudvar M (Garay utca) ⥋ Kossuth Lajos tér M | Keleti pályaudvar M (Garay utca) ⥋ Kossuth Lajos tér M | Keleti pályaudvar M (Garay utca) ⥋ Kossuth Lajos tér M |
| 78    | Ouverture / Fermeture 16 mai 1955 / — | Longueur 3,5–3,7 km                                    | Durée 16–17 min                                        | Nb. d’arrêts 11–12                                     | Matériel Solaris Trollino 12, Ikarus 412T                                               | Jours de fonctionnement L, Ma, Me, J, V, S, D          | Jour / Soir / Nuit / Fêtes O / O / N / O               | Voy. / an —                                            | Dépôt Kőbánya                                          |
| 78    | Desserte : Keleti pályaudvar M (Gare de Budapest-Keleti) • Nefelejcs utca / István utca (<<<) • Bethlen Gábor tér (>>>) • Nefelejcs utca / Damjanich utca (<<<) • Bethlen Gábor utca (>>>) • Bajza utca (<<<) • Lövölde tér • Izabella utca / Király utca • Király utca / Erzsébet körút 4 6 • Akácfa utca • Andrássy út (Opera M) • Zichy Jenő utca • Báthory utca / Bajcsy-Zsilinszky út • Kossuth Lajos tér M 2 |                                                        |                                                        |                                                        |                                                                                         |                                                        |                                                        |                                                        |                                                        |
| 78    | Autre : - Horaires : La ligne circule tous les jours de 4h41 à 23h17. |                                                        |                                                        |                                                        |                                                                                         |                                                        |                                                        |                                                        |                                                        |
| 78    | Dernière actualisation : — |                                                        |                                                        |                                                        |                                                                                         |                                                        |                                                        |                                                        |                                                        |
| 79    | Kárpát utca ⥋ Keleti pályaudvar M | Kárpát utca ⥋ Keleti pályaudvar M                      | Kárpát utca ⥋ Keleti pályaudvar M                      | Kárpát utca ⥋ Keleti pályaudvar M                      | Kárpát utca ⥋ Keleti pályaudvar M                                                       | Kárpát utca ⥋ Keleti pályaudvar M                      | Kárpát utca ⥋ Keleti pályaudvar M                      | Kárpát utca ⥋ Keleti pályaudvar M                      | Kárpát utca ⥋ Keleti pályaudvar M                      |
| 79    | Ouverture / Fermeture 1er février 1957 / — | Longueur 4,5–5,4 km                                    | Durée 22–24 min                                        | Nb. d’arrêts 12–17                                     | Matériel Solaris Trollino 12                                                            | Jours de fonctionnement L, Ma, Me, J, V                | Jour / Soir / Nuit / Fêtes O / N / N / N               | Voy. / an —                                            | Dépôt Kőbánya                                          |
| 79    | Desserte : Kárpát utca • Dráva utca (>>>) • Révész utca (<<<) • Dráva utca • Dózsa György út M • Kassák Lajos utca • Lehel utca / Dózsa György út 14 • Vágány utca / Dózsa György út • Hősök tere M • Benczúr utca • Damjanich utca / Dózsa György út • Dembinszky utca (>>>) • Ötvenhatosok tere • Ötvenhatosok tere (István utca) (<<<) • Nefelejcs utca / István utca (<<<) • Cserhát utca (>>>) • Rottenbiller utca / István utca (<<<) • Péterfy Sándor utca (<<<) • Munkás utca (<<<) • Keleti pályaudvar M (Gare de Budapest-Keleti) |                                                        |                                                        |                                                        |                                                                                         |                                                        |                                                        |                                                        |                                                        |
| 79    | Autre : - Horaires : La ligne ne circule qu'en semaine de 5h55 à 20h15. |                                                        |                                                        |                                                        |                                                                                         |                                                        |                                                        |                                                        |                                                        |
| 79    | Dernière actualisation : — |                                                        |                                                        |                                                        |                                                                                         |                                                        |                                                        |                                                        |                                                        |
| 80    | Örs vezér tere M+H ⥋ Keleti pályaudvar M | Örs vezér tere M+H ⥋ Keleti pályaudvar M               | Örs vezér tere M+H ⥋ Keleti pályaudvar M               | Örs vezér tere M+H ⥋ Keleti pályaudvar M               | Örs vezér tere M+H ⥋ Keleti pályaudvar M                                                | Örs vezér tere M+H ⥋ Keleti pályaudvar M               | Örs vezér tere M+H ⥋ Keleti pályaudvar M               | Örs vezér tere M+H ⥋ Keleti pályaudvar M               | Örs vezér tere M+H ⥋ Keleti pályaudvar M               |
| 80    | Ouverture / Fermeture 4 avril 1979 / — | Longueur 8 km                                          | Durée 26 min                                           | Nb. d’arrêts 21–22                                     | Matériel Ikarus 280T, Ikarus 435T, MAN NGE152, Solaris Trollino 12                      | Jours de fonctionnement L, Ma, Me, J, V, S, D          | Jour / Soir / Nuit / Fêtes O / O / N / O               | Voy. / an —                                            | Dépôt Kőbánya                                          |
| 80    | Desserte : Örs vezér tere M+H 3 62 62A • Füredi utca / Ond vezér útja • Ond vezér park • Ond vezér útja / Szentmihályi út • Zsivora park (>>>) • Szentmihályi út / Füredi utca • Csertő utca • Adóhivatal • Zsálya utca • Fischer István utca • Vezér utca • Mályva utca • Pongrátz Gergely tér 3 62 62A • Kaffka Margit utca • Róna utca • Pillangó utca • Várna utca • Őrnagy utca (<<<) • Puskás Ferenc Stadion M (Hungária körút) (Gare routière internationale de Budapest-Stadion) • Gumigyár • Arena Plaza • Keleti pályaudvar M (>>>) 24 • Keleti pályaudvar M (Gare de Budapest-Keleti)                                                                                     |                                                        |                                                        |                                                        |                                                                                         |                                                        |                                                        |                                                        |                                                        |
| 80    | Autre : - Horaires : La ligne circule entre 20h20 et 0h05 en semaine et de 4h35 à 0h05 les week-ends et jours fériés. |                                                        |                                                        |                                                        |                                                                                         |                                                        |                                                        |                                                        |                                                        |
| 80    | Dernière actualisation : — |                                                        |                                                        |                                                        |                                                                                         |                                                        |                                                        |                                                        |                                                        |
| 80A   | Csertő utca ⥋ Keleti pályaudvar M | Csertő utca ⥋ Keleti pályaudvar M                      | Csertő utca ⥋ Keleti pályaudvar M                      | Csertő utca ⥋ Keleti pályaudvar M                      | Csertő utca ⥋ Keleti pályaudvar M                                                       | Csertő utca ⥋ Keleti pályaudvar M                      | Csertő utca ⥋ Keleti pályaudvar M                      | Csertő utca ⥋ Keleti pályaudvar M                      | Csertő utca ⥋ Keleti pályaudvar M                      |
| 80A   | Ouverture / Fermeture 6 septembre 2008 / — | Longueur 5,8 km                                        | Durée 20–21 min                                        | Nb. d’arrêts 15–16                                     | Matériel Ikarus 280T, Ikarus 435T, MAN NGE152, Solaris Trollino 12                      | Jours de fonctionnement L, Ma, Me, J, V                | Jour / Soir / Nuit / Fêtes O / N / N / N               | Voy. / an —                                            | Dépôt Kőbánya                                          |
| 80A   | Desserte : Csertő utca • Adóhivatal • Zsálya utca • Fischer István utca • Vezér utca • Mályva utca • Pongrátz Gergely tér 3 62 62A • Kaffka Margit utca • Róna utca • Pillangó utca • Várna utca • Őrnagy utca (<<<) • Puskás Ferenc Stadion M (Hungária körút) (Gare routière internationale de Budapest-Stadion) • Gumigyár • Arena Plaza • Keleti pályaudvar M (>>>) 24 • Keleti pályaudvar M (Gare de Budapest-Keleti) |                                                        |                                                        |                                                        |                                                                                         |                                                        |                                                        |                                                        |                                                        |
| 80A   | Autre : - Horaires : La ligne ne circule qu'en semaine, de 4h40 à 20h32. |                                                        |                                                        |                                                        |                                                                                         |                                                        |                                                        |                                                        |                                                        |
| 80A   | Dernière actualisation : — |                                                        |                                                        |                                                        |                                                                                         |                                                        |                                                        |                                                        |                                                        |
| 81    | Fischer István utca ⥋ Örs vezér tere M+H | Fischer István utca ⥋ Örs vezér tere M+H               | Fischer István utca ⥋ Örs vezér tere M+H               | Fischer István utca ⥋ Örs vezér tere M+H               | Fischer István utca ⥋ Örs vezér tere M+H                                                | Fischer István utca ⥋ Örs vezér tere M+H               | Fischer István utca ⥋ Örs vezér tere M+H               | Fischer István utca ⥋ Örs vezér tere M+H               | Fischer István utca ⥋ Örs vezér tere M+H               |
| 81    | Ouverture / Fermeture 27 août 1979 / — | Longueur 3 km                                          | Durée 9 min                                            | Nb. d’arrêts 9–10                                      | Matériel Ikarus 280T, MAN NGE152, Solaris Trollino 12                                   | Jours de fonctionnement L, Ma, Me, J, V                | Jour / Soir / Nuit / Fêtes O / O / N / N               | Voy. / an —                                            | Dépôt Kőbánya                                          |
| 81    | Desserte : Fischer István utca • Zsálya utca • Adóhivatal • Csertő utca • Füredi utca / Szentmihályi út • Zsivora park (>>>) • Ond vezér útja / Szentmihályi út • Ond vezér park • Füredi utca / Ond vezér útja • Örs vezér tere M+H 3 62 62A |                                                        |                                                        |                                                        |                                                                                         |                                                        |                                                        |                                                        |                                                        |
| 81    | Autre : - Horaires : La ligne circule en semaine et du 27 au 31 décembre de 4h15 à 21h30. |                                                        |                                                        |                                                        |                                                                                         |                                                        |                                                        |                                                        |                                                        |
| 81    | Dernière actualisation : — |                                                        |                                                        |                                                        |                                                                                         |                                                        |                                                        |                                                        |                                                        |
| 82    | Örs vezér tere M+H ⥋ Uzsoki Utcai Kórház | Örs vezér tere M+H ⥋ Uzsoki Utcai Kórház               | Örs vezér tere M+H ⥋ Uzsoki Utcai Kórház               | Örs vezér tere M+H ⥋ Uzsoki Utcai Kórház               | Örs vezér tere M+H ⥋ Uzsoki Utcai Kórház                                                | Örs vezér tere M+H ⥋ Uzsoki Utcai Kórház               | Örs vezér tere M+H ⥋ Uzsoki Utcai Kórház               | Örs vezér tere M+H ⥋ Uzsoki Utcai Kórház               | Örs vezér tere M+H ⥋ Uzsoki Utcai Kórház               |
| 82    | Ouverture / Fermeture 3 janvier 1980 / — | Longueur 5,1–6 km                                      | Durée 18 min                                           | Nb. d’arrêts 15–16                                     | Matériel Ikarus 280T, Ikarus 435T, Solaris Trollino 12, Solaris Trollino 18             | Jours de fonctionnement L, Ma, Me, J, V, S, D          | Jour / Soir / Nuit / Fêtes O / O / N / O               | Voy. / an —                                            | Dépôt Kőbánya                                          |
| 82    | Desserte : Örs vezér tere M+H 3 62 62A • Álmos vezér útja • Füredi utca / Vezér utca • Tihamér utca • Tihamér utca • Fogarasi út • Gödöllői utca • Mogyoródi út • Egressy út / Vezér utca • Komócsy utca • Fűrész utca / Szugló utca • Szugló utca / Nagy Lajos király útja 3 62 62A • Szugló utca / Róna utca • Tisza István tér • Uzsoki Utcai Kórház (>>>) • Erzsébet királyné útja / Róna utca (>>>) 3 62 62A 69 • Uzsoki Utcai Kórház |                                                        |                                                        |                                                        |                                                                                         |                                                        |                                                        |                                                        |                                                        |
| 82    | Autre : - Horaires : La ligne circule tous les jours de 4h37 à 23h58. |                                                        |                                                        |                                                        |                                                                                         |                                                        |                                                        |                                                        |                                                        |
| 82    | Dernière actualisation : — |                                                        |                                                        |                                                        |                                                                                         |                                                        |                                                        |                                                        |                                                        |
| 83    | Orczy tér ⥋ Fővám tér M | Orczy tér ⥋ Fővám tér M                                | Orczy tér ⥋ Fővám tér M                                | Orczy tér ⥋ Fővám tér M                                | Orczy tér ⥋ Fővám tér M                                                                 | Orczy tér ⥋ Fővám tér M                                | Orczy tér ⥋ Fővám tér M                                | Orczy tér ⥋ Fővám tér M                                | Orczy tér ⥋ Fővám tér M                                |
| 83    | Ouverture / Fermeture 15 août 1983 / — | Longueur 3,1–3,2 km                                    | Durée 14–15 min                                        | Nb. d’arrêts 9–10                                      | Matériel Ikarus 280T, Ikarus 435T, Solaris Trollino 12, Solaris Trollino 18             | Jours de fonctionnement L, Ma, Me, J, V, S, D          | Jour / Soir / Nuit / Fêtes O / O / N / O               | Voy. / an —                                            | Dépôt Kőbánya                                          |
| 83    | Desserte : Orczy tér 24 28 28A 62 • Orczy út (>>>) • Csobánc utca (>>>) • Kálvária tér • Muzsikus cigányok parkja • Horváth Mihály tér • Harminckettesek tere 4 6 • Közraktár utca (<<<) • Ráday utca (<<<) • Üllői út (<<<) • Szentkirályi utca (>>>) • Fővám tér M 2 47 48 49 • Kálvin tér M (>>>) 47 48 49 |                                                        |                                                        |                                                        |                                                                                         |                                                        |                                                        |                                                        |                                                        |
| 83    | Autre : - Horaires : La ligne circule de 4h39 à 23h22 du lundi au samedi et de 7h56 à 22h22 les dimanches et jours fériés. |                                                        |                                                        |                                                        |                                                                                         |                                                        |                                                        |                                                        |                                                        |
| 83    | Dernière actualisation : — |                                                        |                                                        |                                                        |                                                                                         |                                                        |                                                        |                                                        |                                                        |

## Matériel roulant
| Image | Modèle               | Numérotation | Dépôts  | Nombre |
| ----- | -------------------- | --- | ------- | ------ |
|       | Ikarus-GVM 280.94T   | 200–201, 207, 209, 213, 215–216, 222–224, 226–227, 229, 233, 235–237, 239, 242, 245–248, 252, 255, 257, 260–261, 263–264, 266–268, 271, 275, 277, 279, 281–282 | Kőbánya | 39     |
|       | Ikarus 411T          | 400 | Kőbánya | 1      |
|       | Ikarus 412T          | 700–714, 721 | Kőbánya | 15     |
|       | Ikarus 435T          | 300–312, 314 | Kőbánya | 14     |
|       | Gräf & Stift NGE 152 | 350, 352, 356–359, 361–364 | Kőbánya | 10     |
|       | Solaris GST 12-A     | 601–616 | Kőbánya | 16     |
|       | Solaris SST 12       | 8000–8019, 8100–8109 | Kőbánya | 30     |
|       | Solaris SST 18       | 9000-9016, 9100–9110 | Kőbánya | 27     |

## Dépôts et installations techniques
La BKV dispose de neuf dépôts (garázs) pour les trolleybus, situés a des points stratégiques de la ville.
| Nom     | Adresse                    | Ouverture | Type de trolleybus | Lignes                                                       |
| ------- | -------------------------- | --------- | --- | ------------------------------------------------------------ |
| Kőbánya | Zách utca 8., Budapest 10e | 1962      | Ikarus 411T, Ikarus 412T, Solaris GST 12-A, Solaris SST 12, Ikarus 280T, Ikarus 435T, Gräf & Stift NGE 152, Solaris SST 18 | 70, 72, 73, 74, 74A, 75, 76, 77, 78, 79, 80, 80A, 81, 82, 83 |

## Galerie

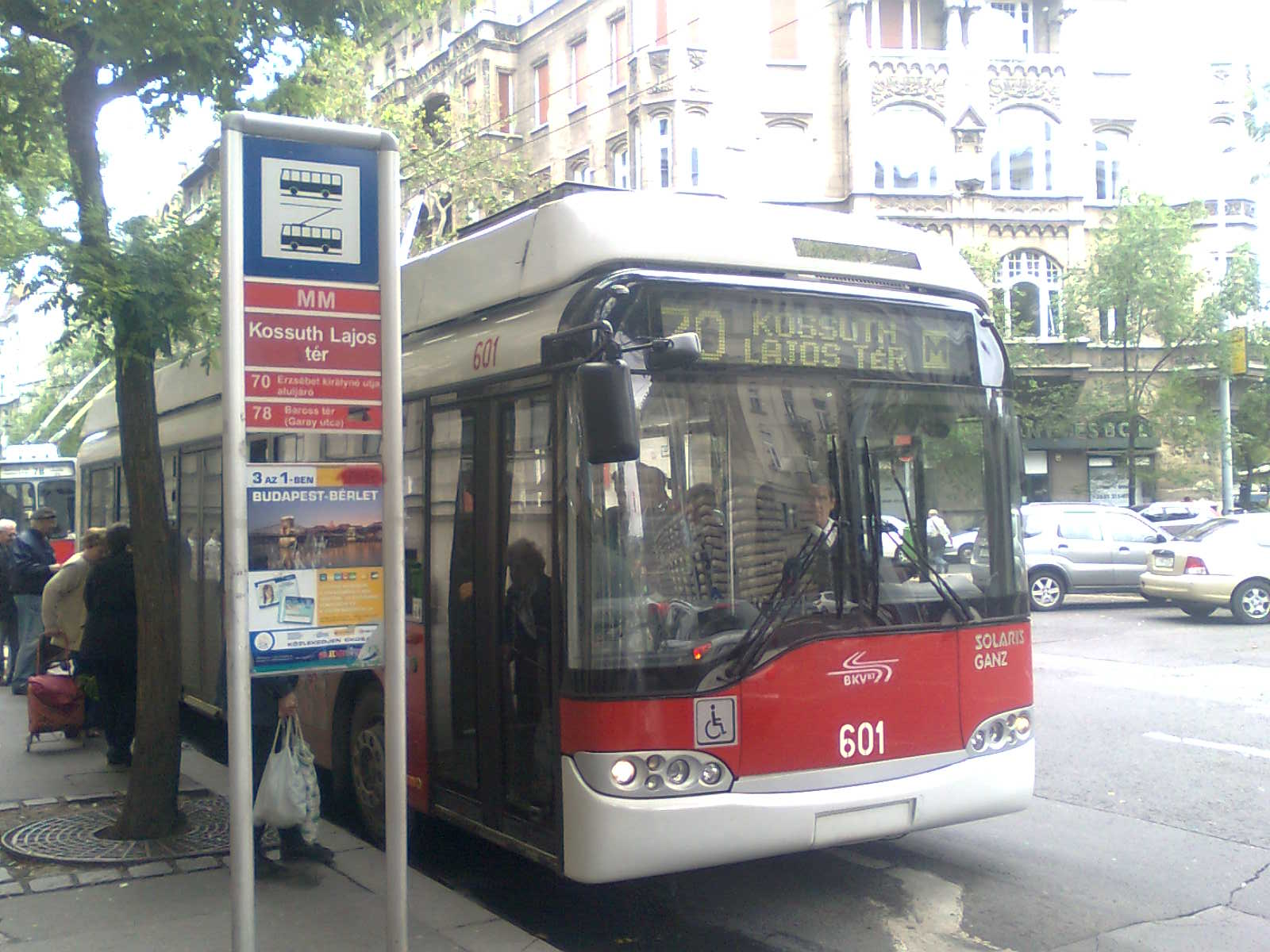
Ligne 70 au terminus de Kossuth Lajos tér en 2010.
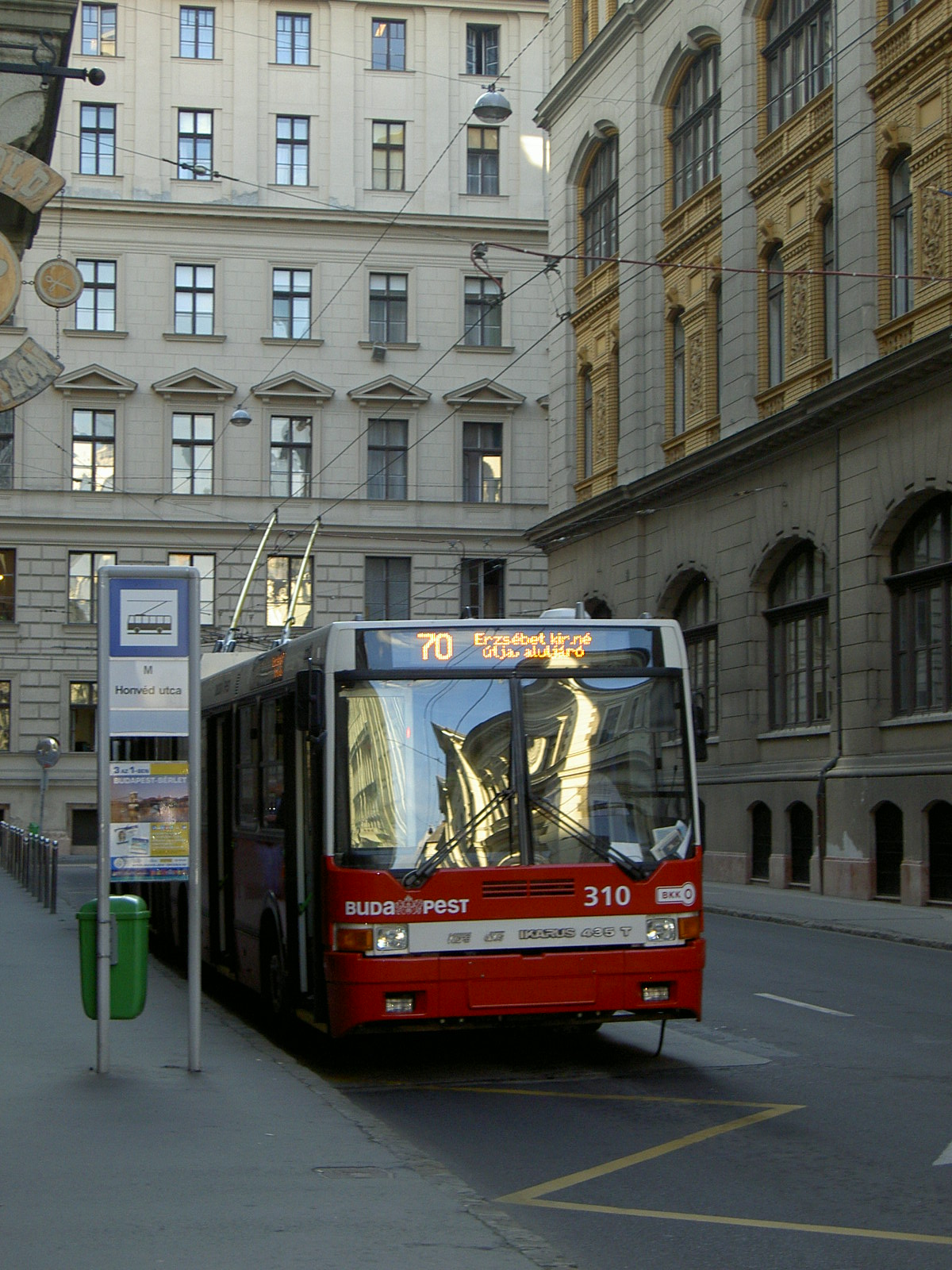
Ligne 70 à l'arrêt Honvéd utca en 2013.
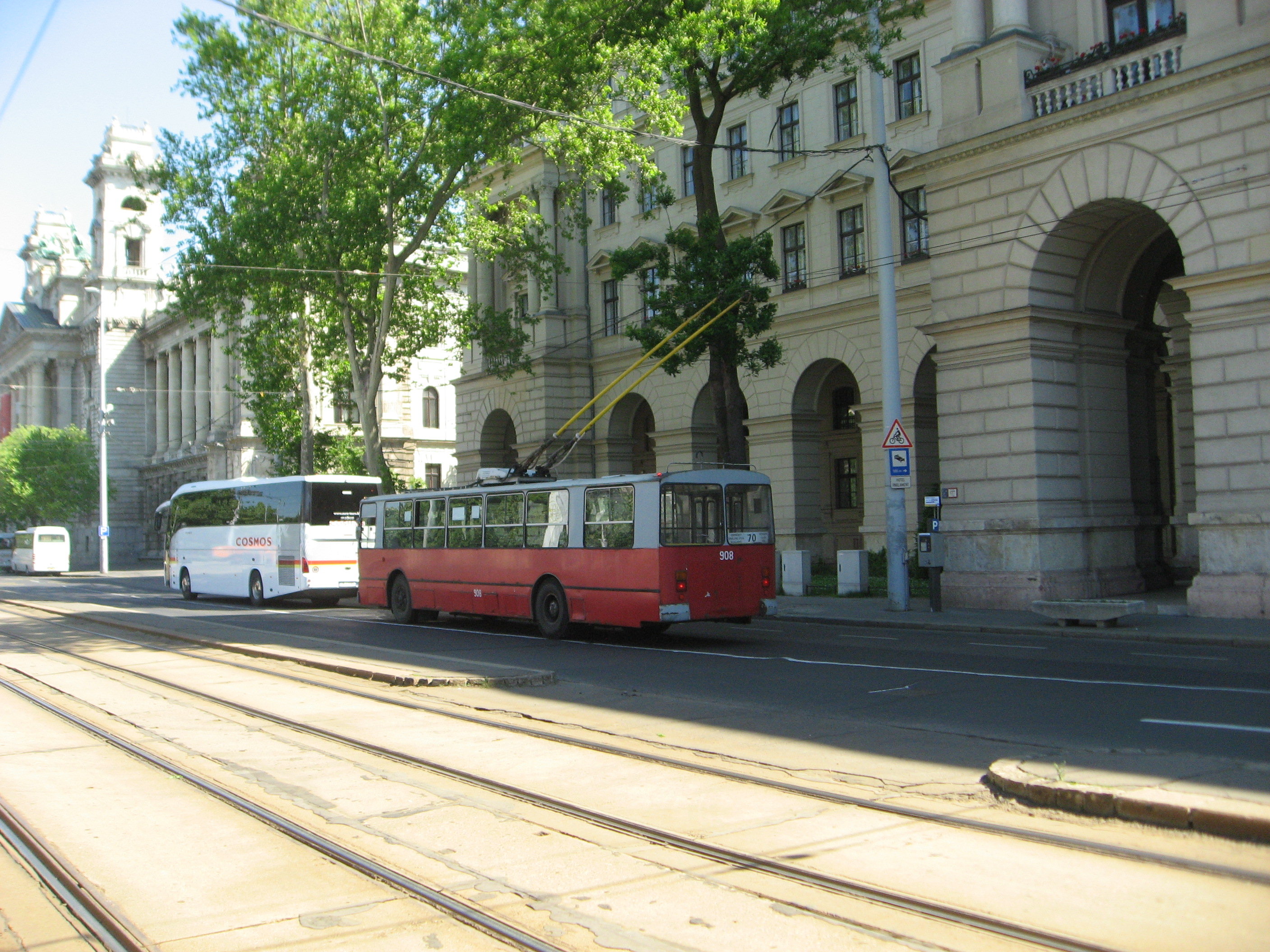
Ligne 70 sur Kossuth Lajos tér en 2011.
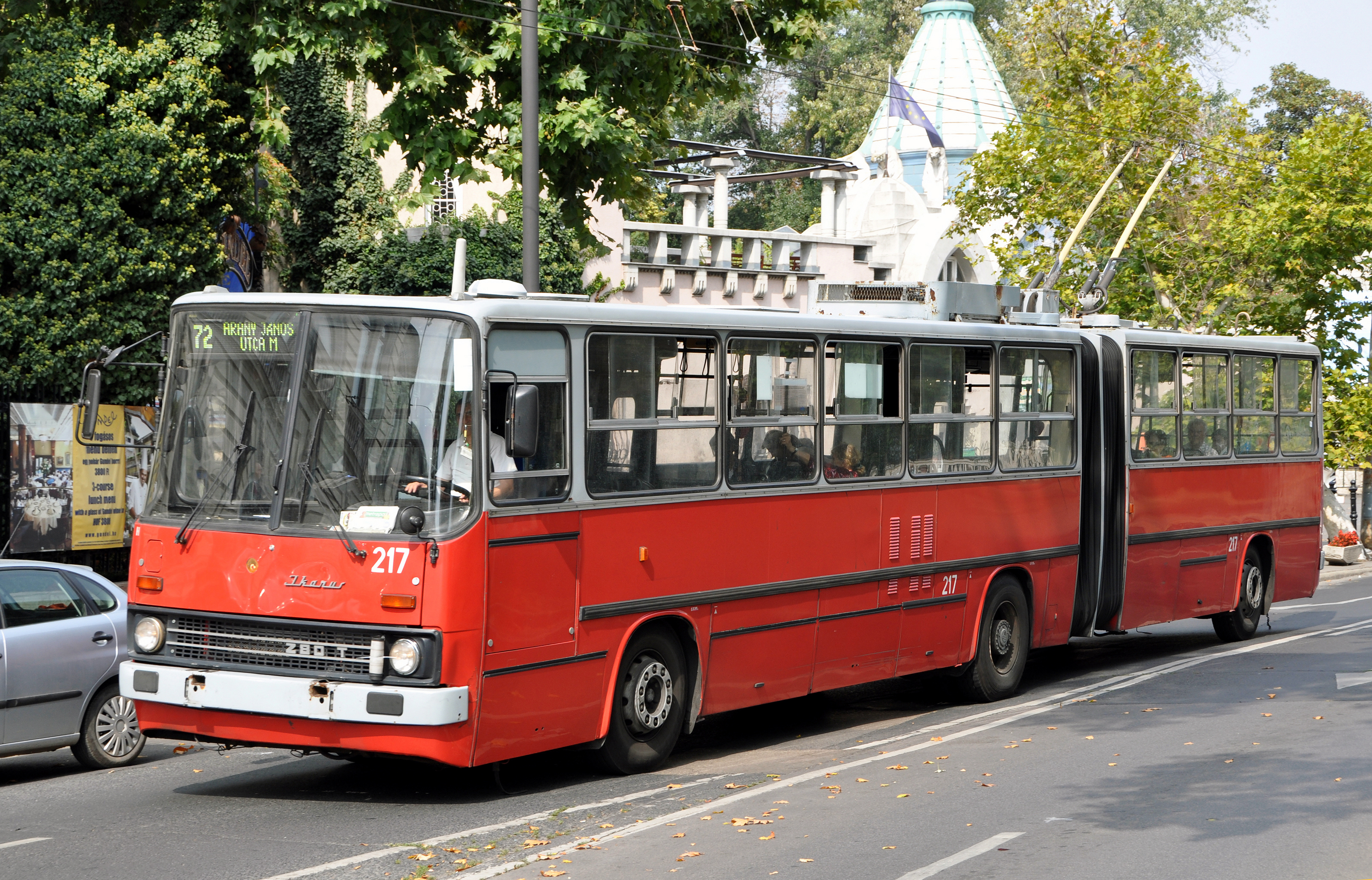
Ligne 72 longeant le jardin zoologique en 2009.
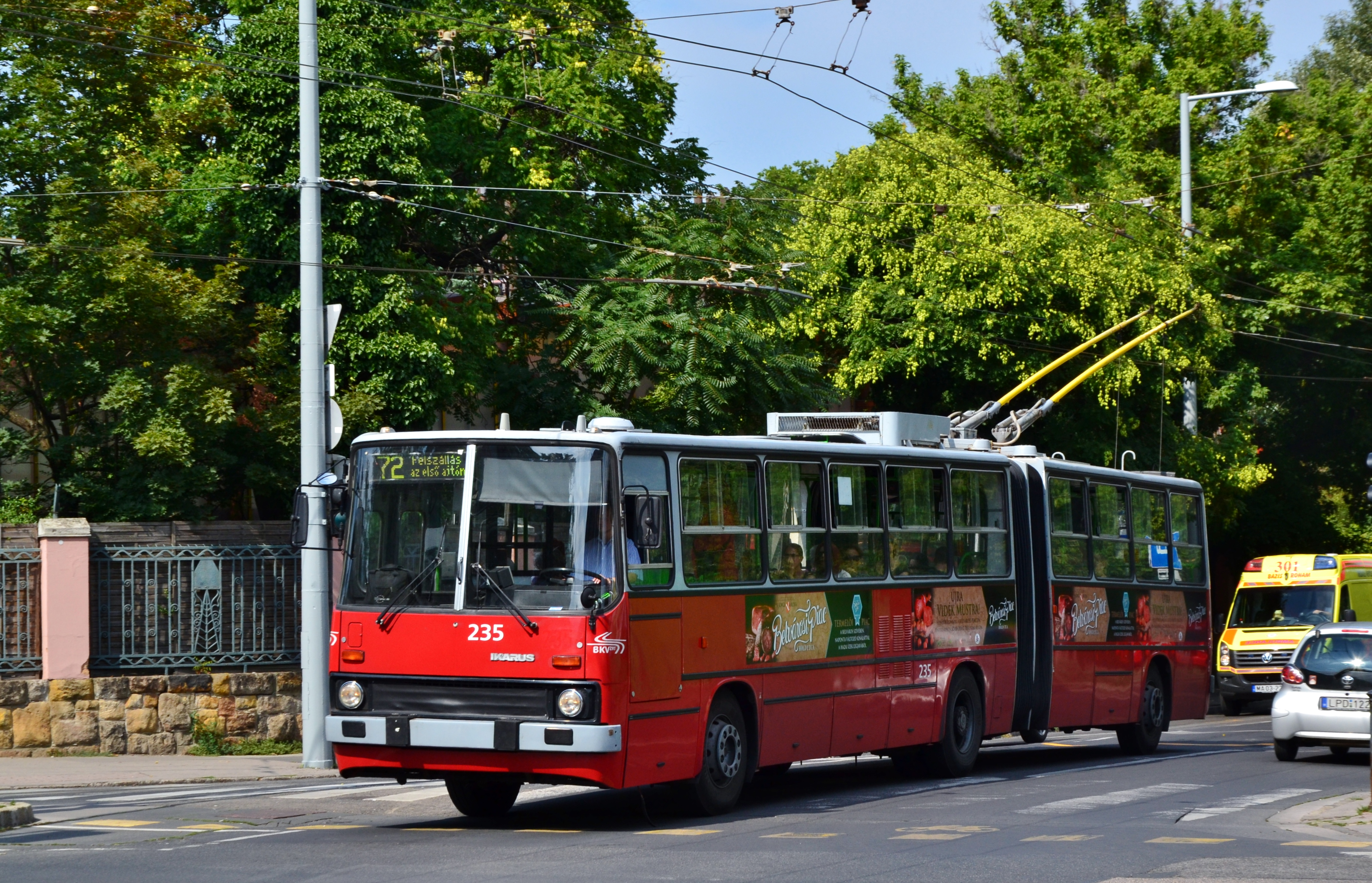
Ligne 72 sur Gundel Károly út, près du jardin zoologique en 2014.
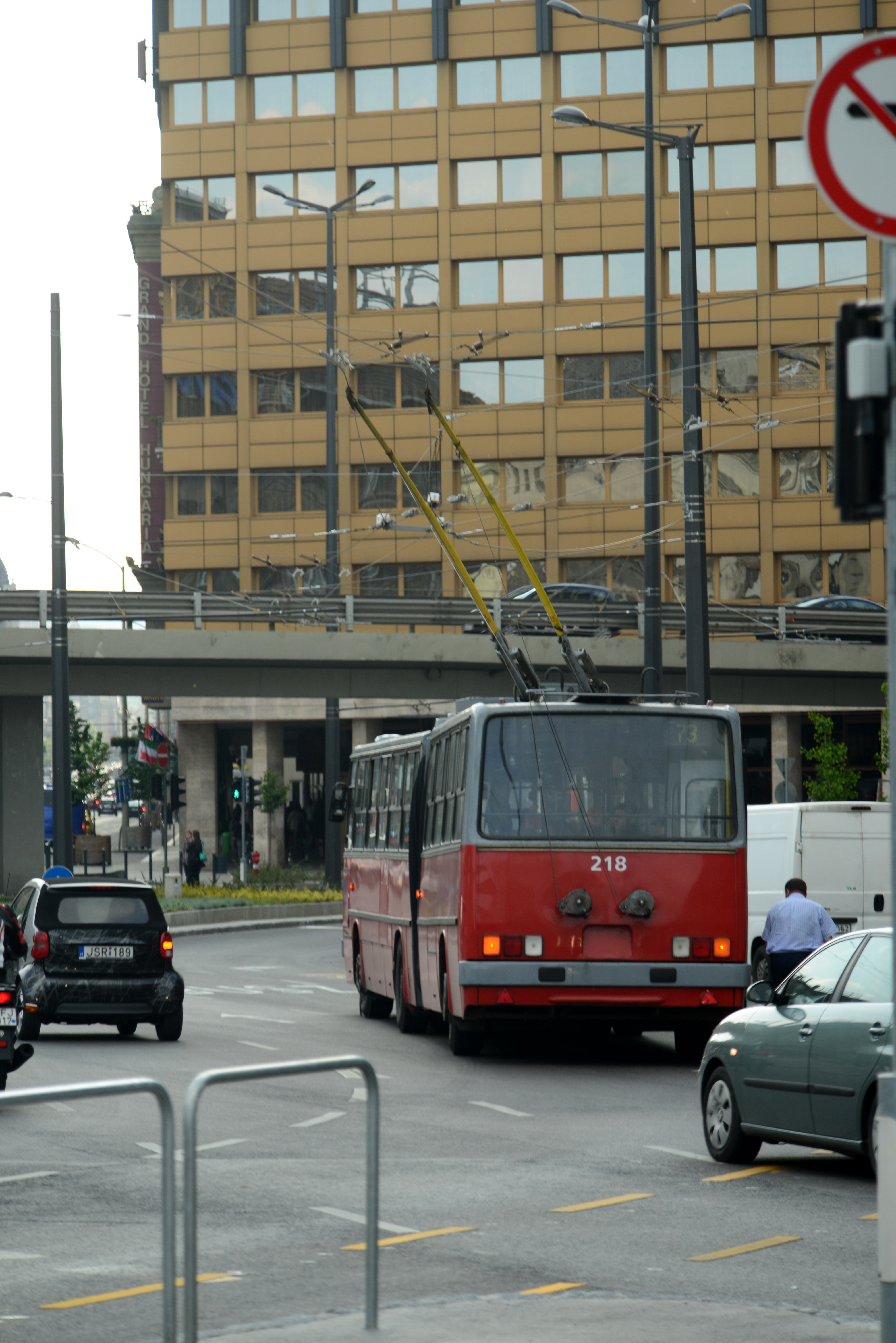
Ligne 73 au croisement de Baross tér et Rottenbiller utca en 2014.
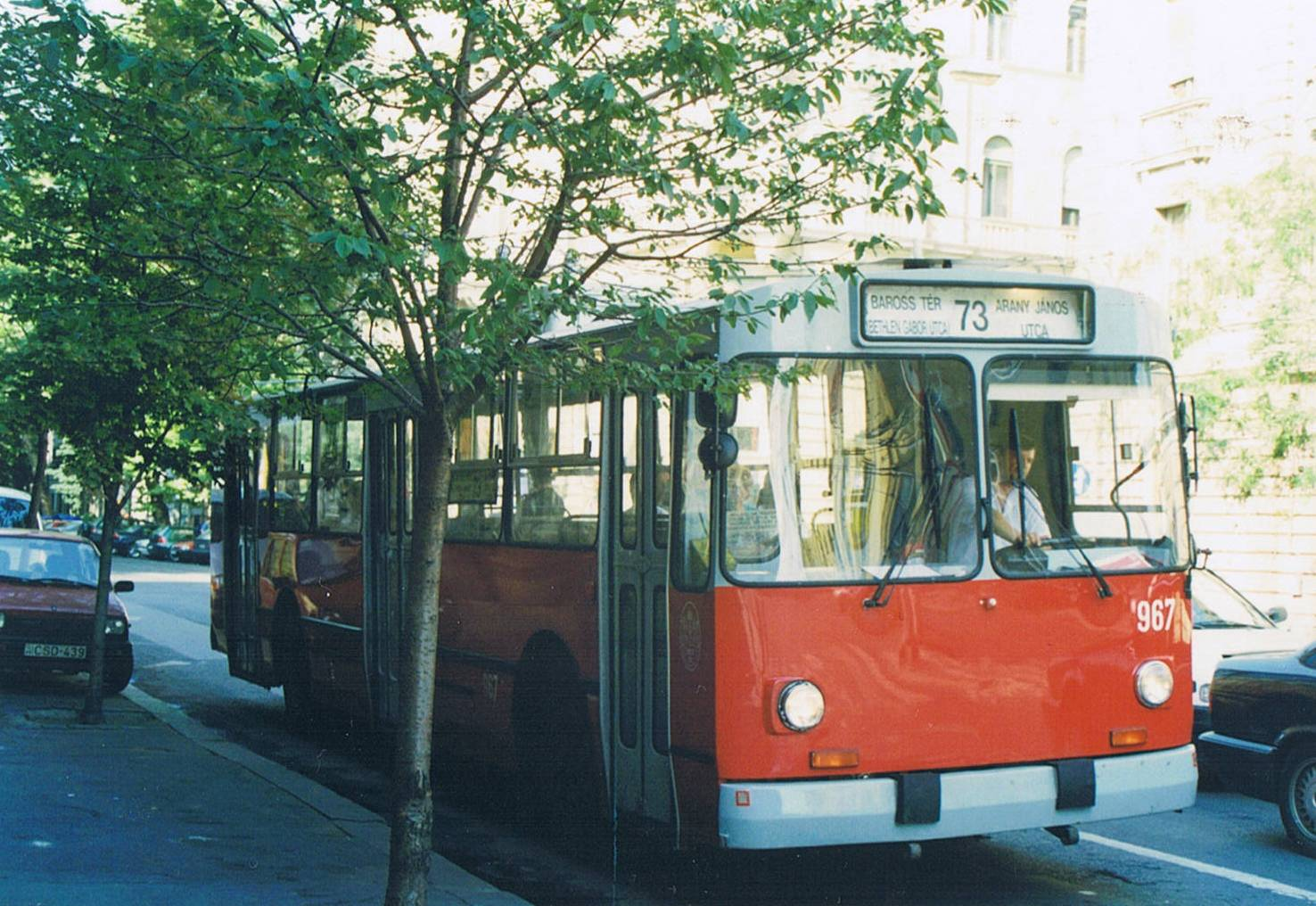
Ligne 73 en 2001.
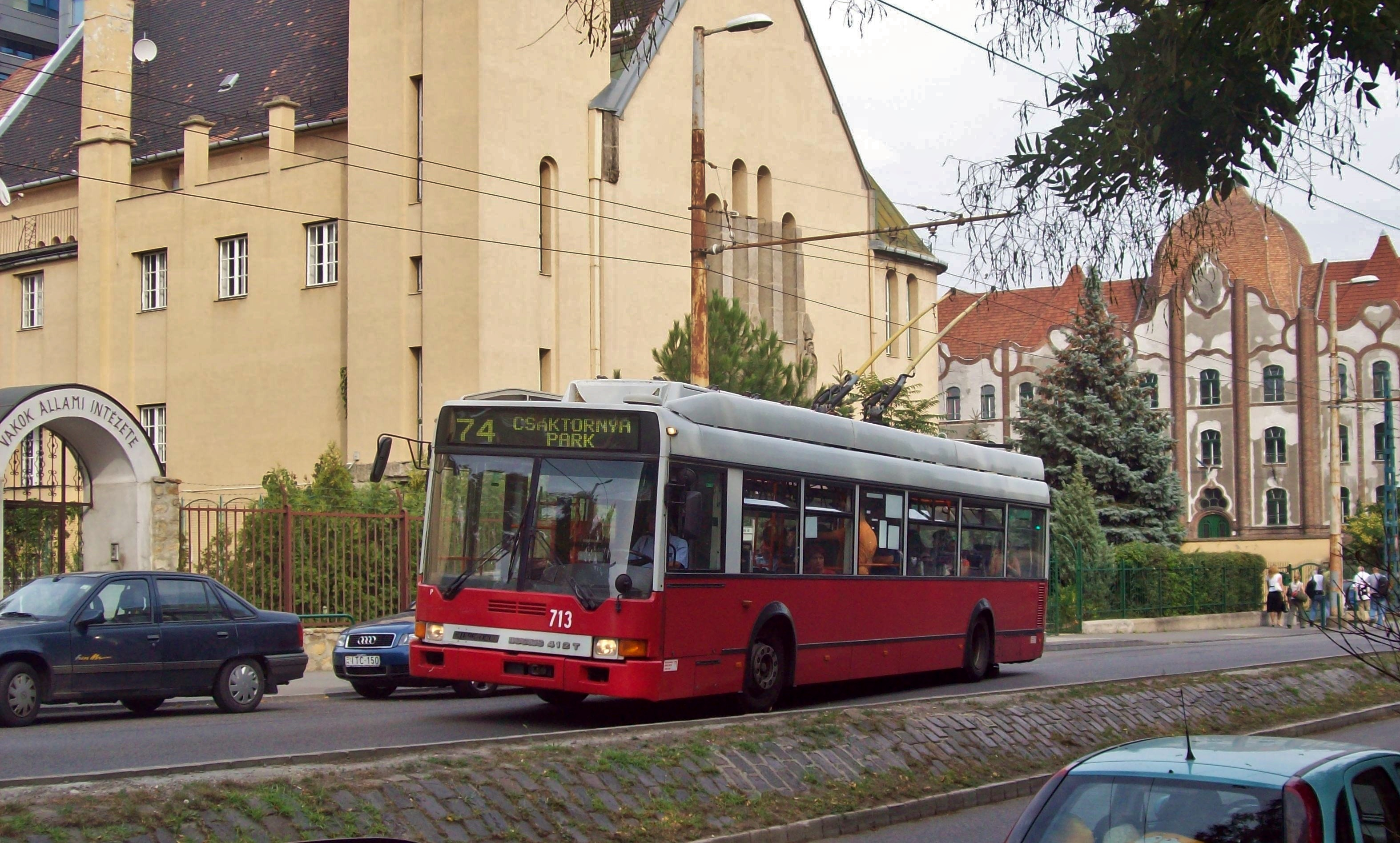
Ligne 74 sur Hermina út, devant le Centre des Aveugles, en 2009.
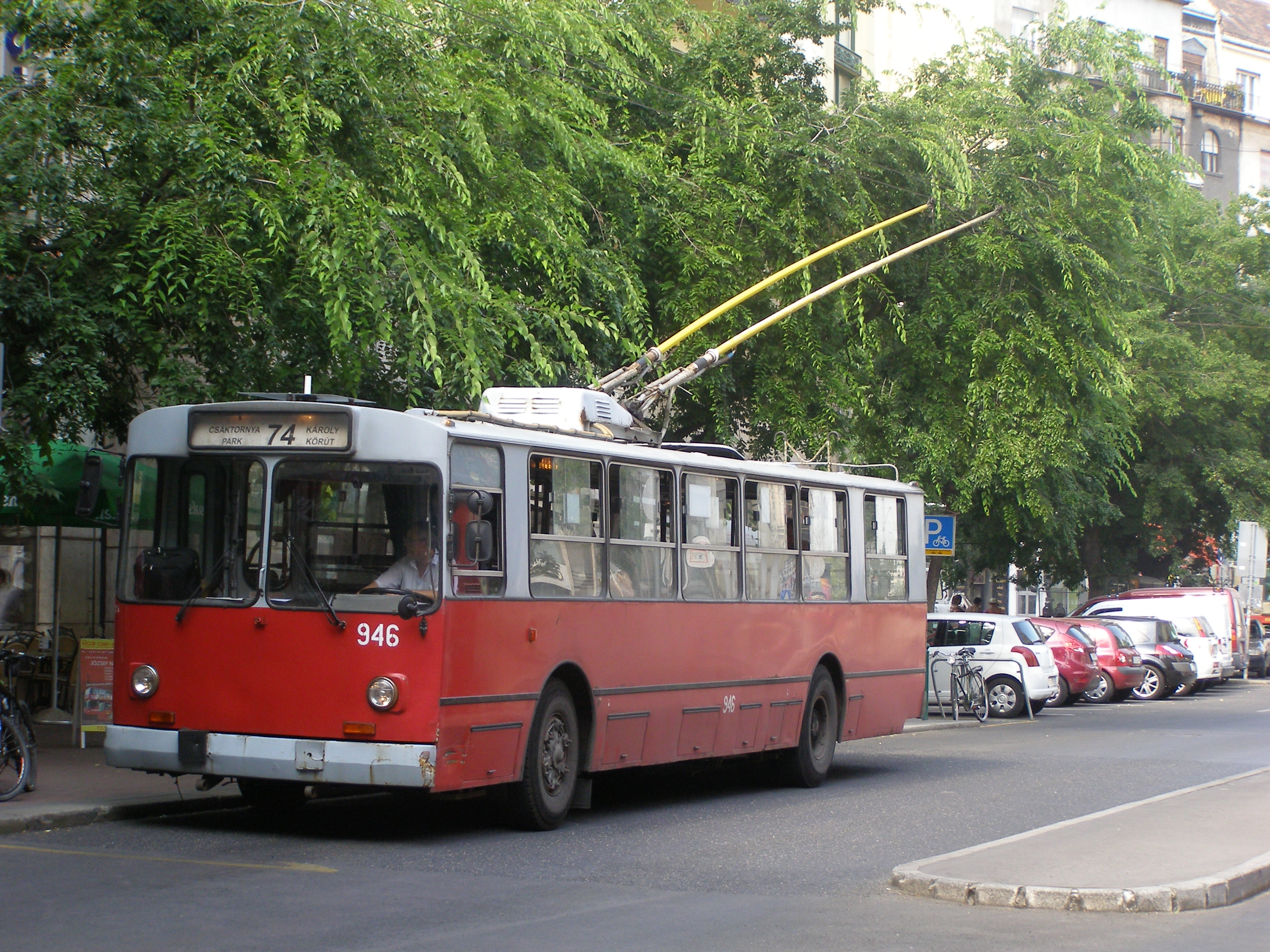
Ligne 74 en face de la Grande synagogue de Budapest en 2010.
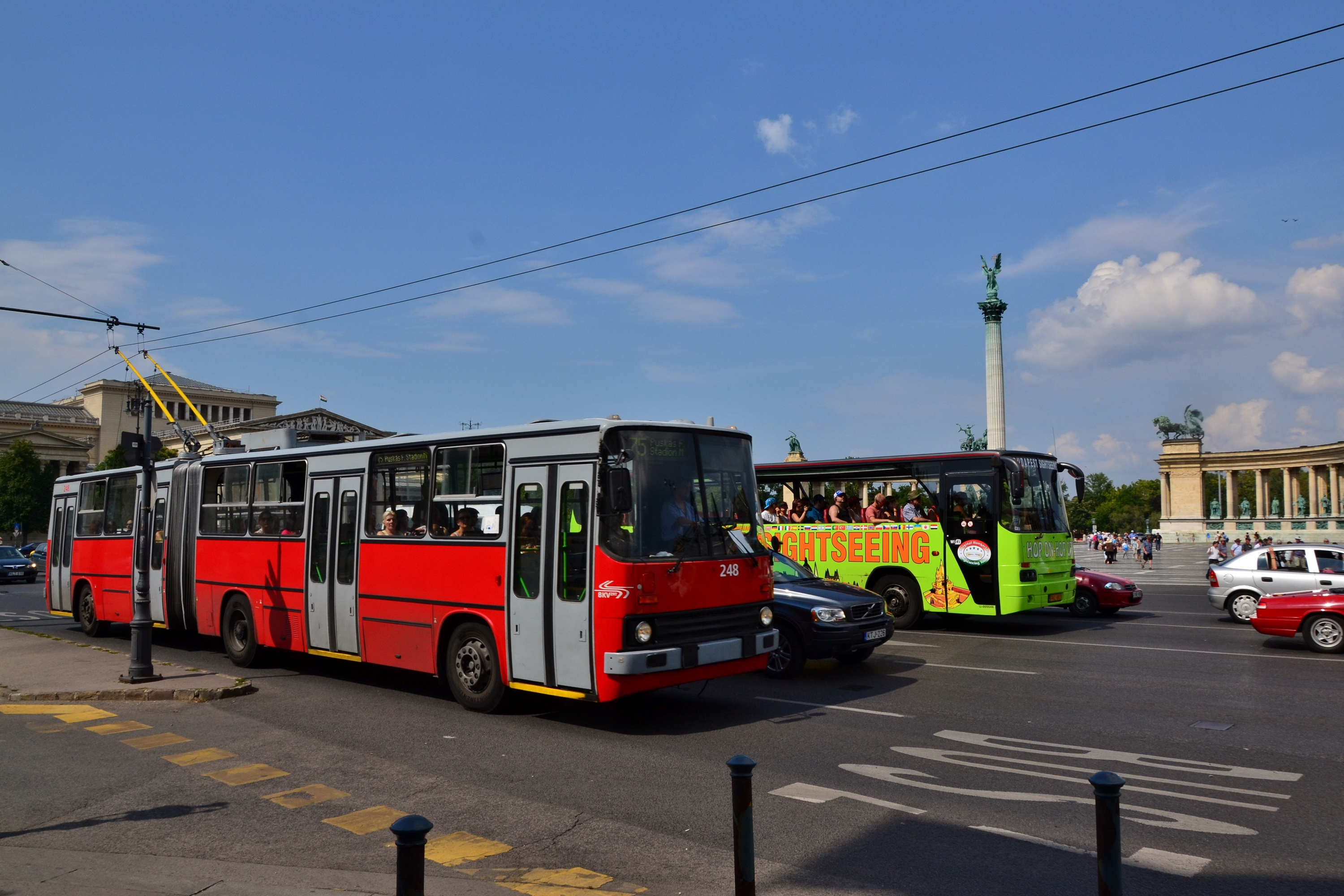
Ligne 75 sur la Place des Héros en 2014.
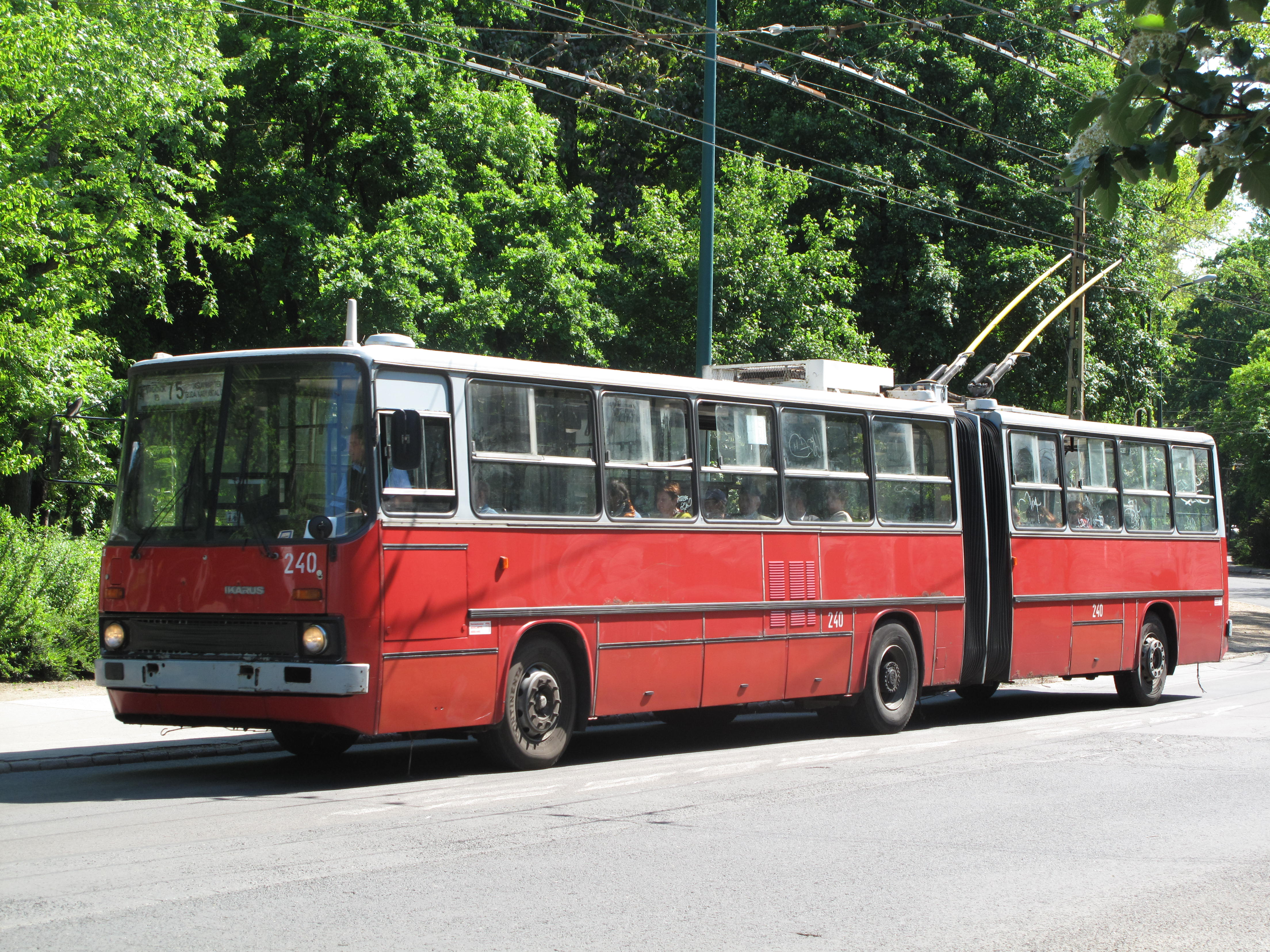
Ligne 75 en 2011.
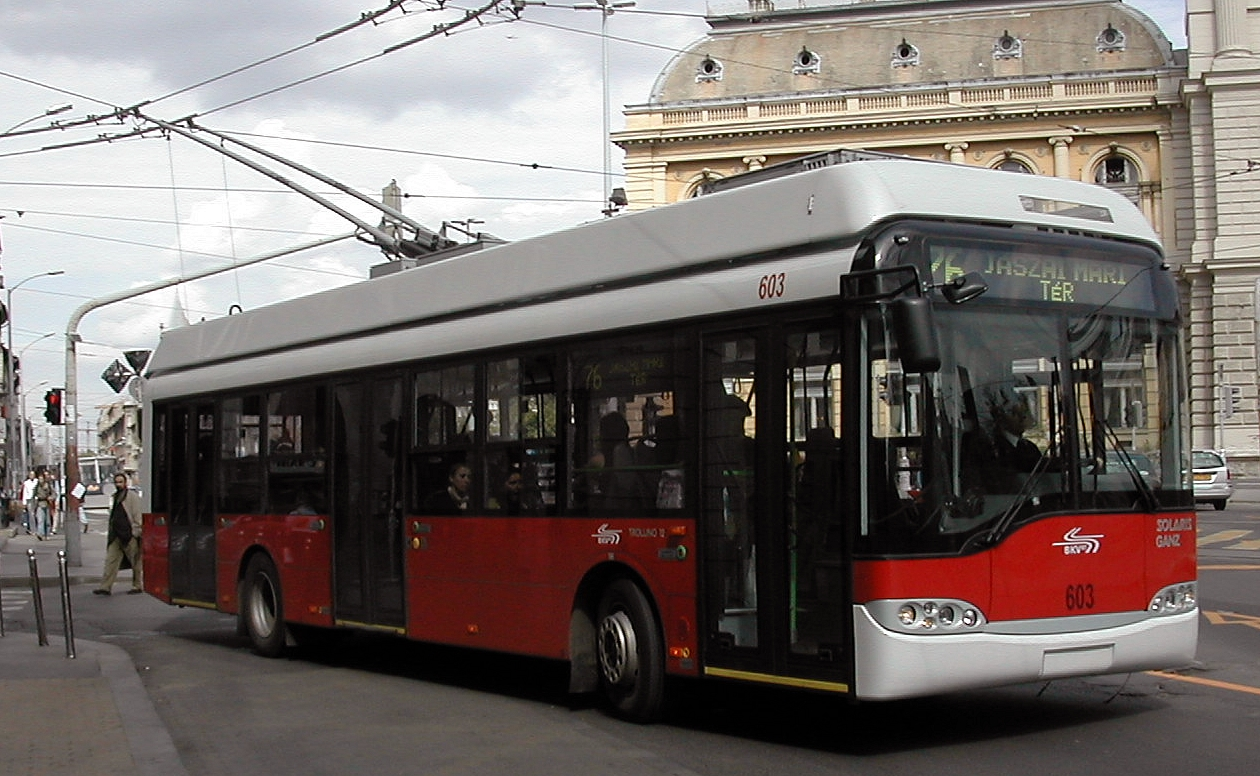
Ligne 76 en 2005.
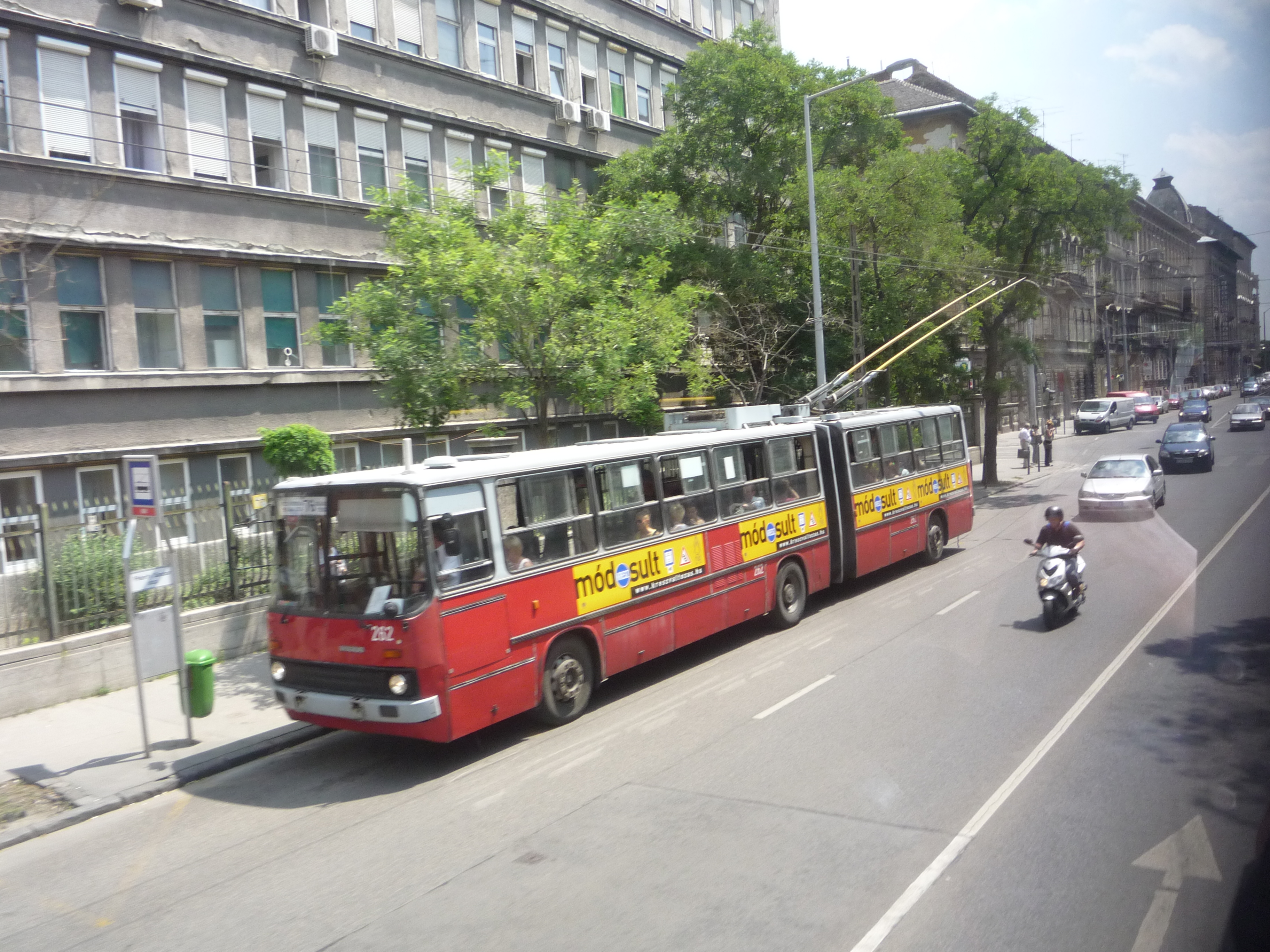
Ligne 76 à l'arrêt Péterfy Sándor utca en 2010.
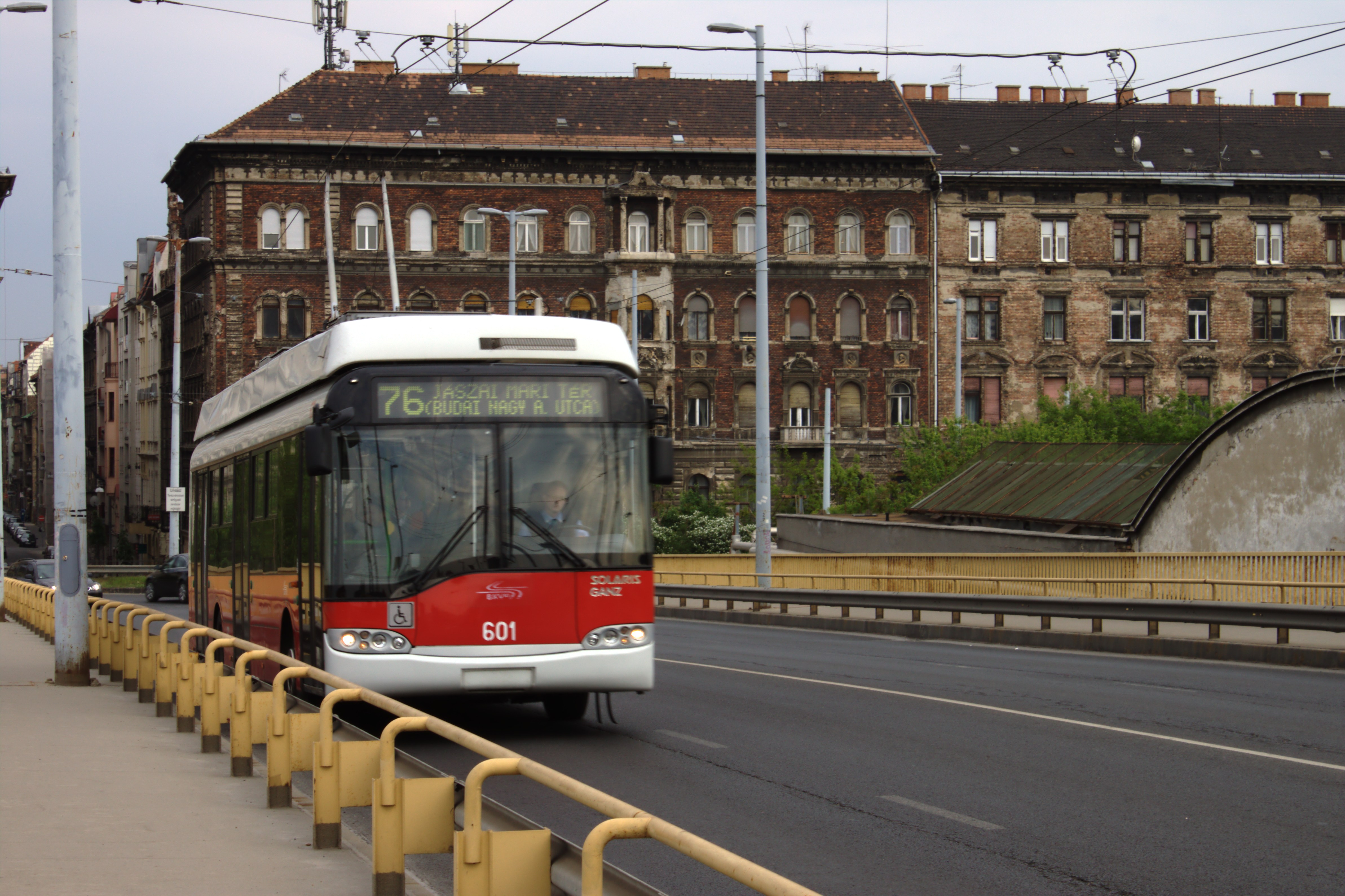
Ligne 76 sur Ferdinánd híd en 2011.
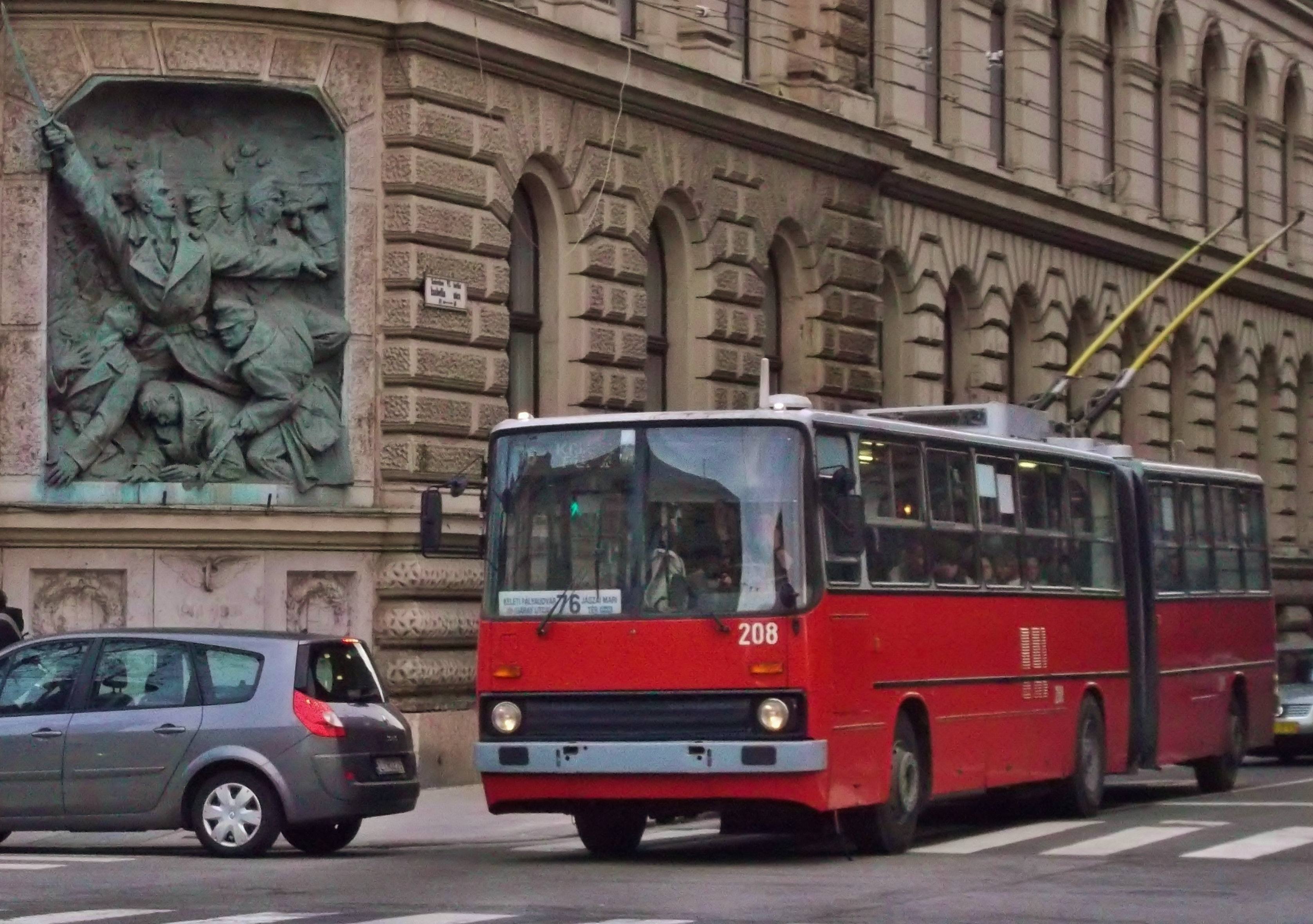
Ligne 76 au croisement d’Izabella utca et Andrássy út en 2013.
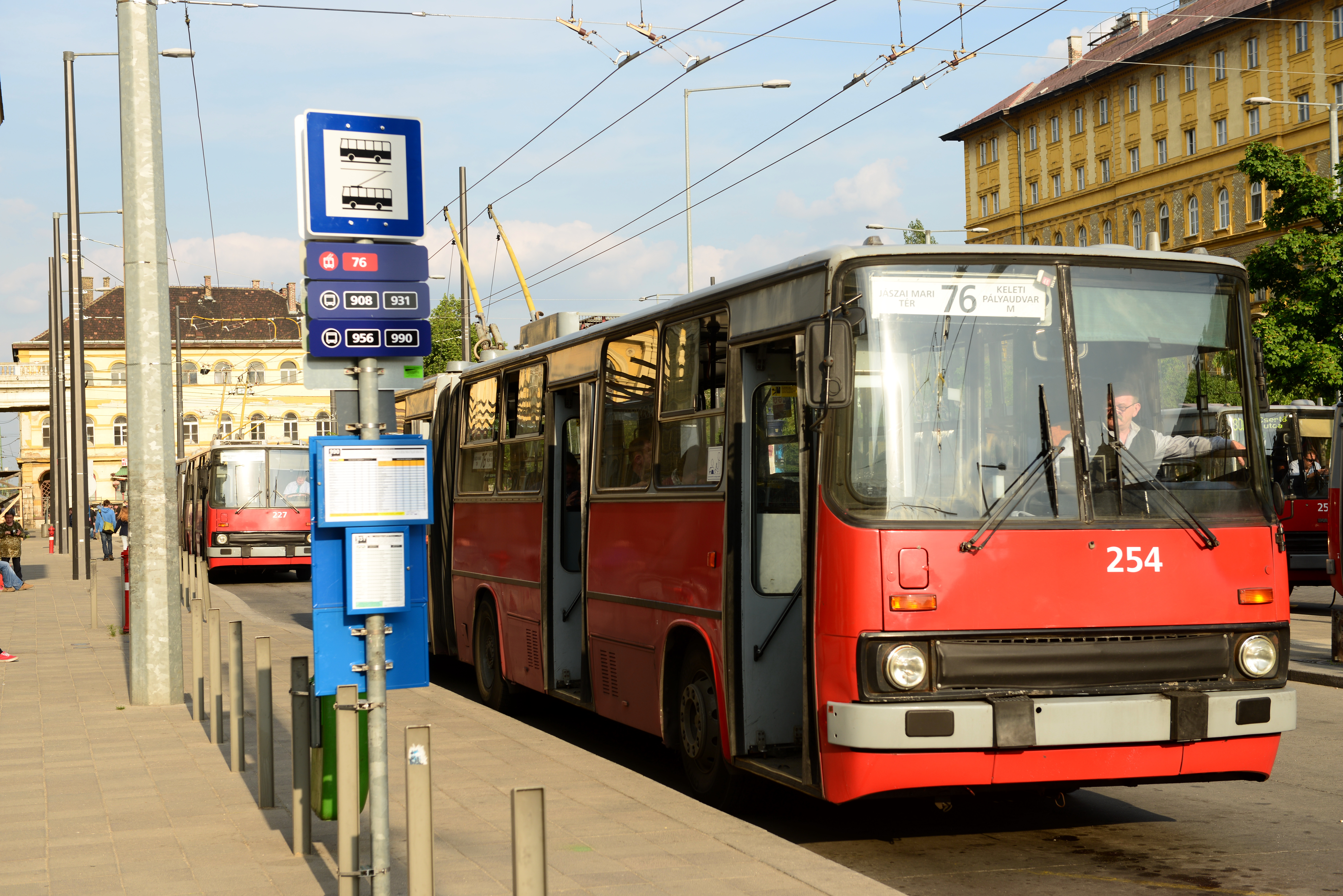
Ligne 76 devant la gare Keleti en 2014.
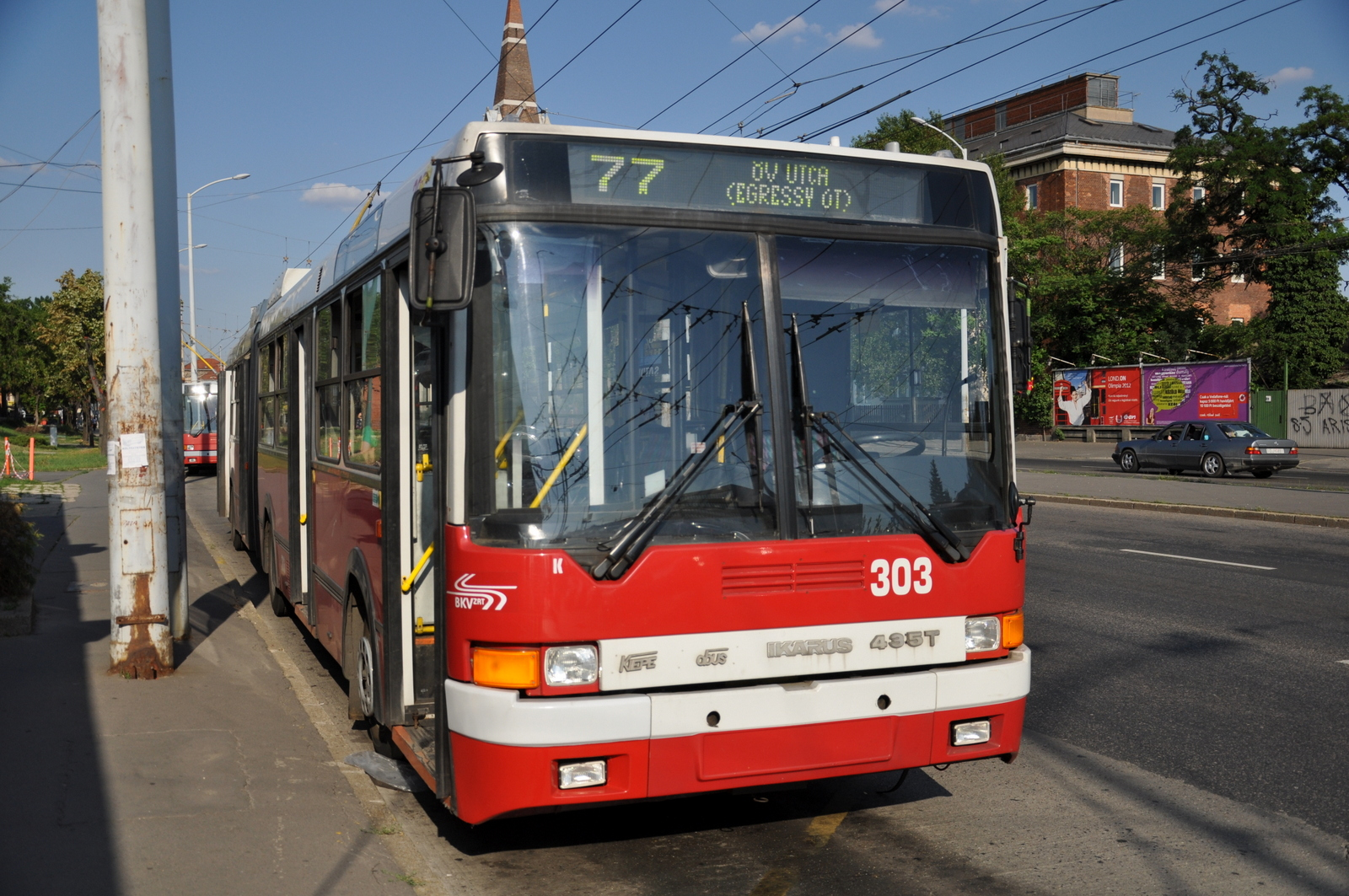
Ligne 77 en 2012.
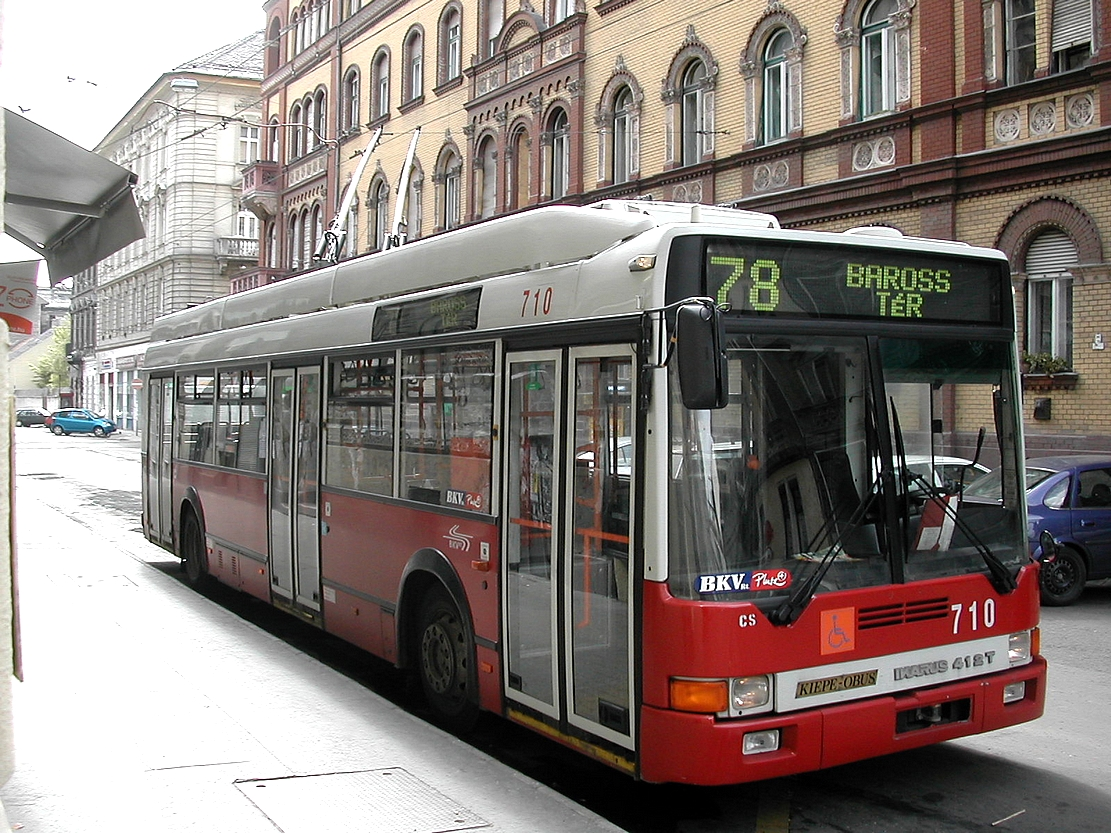
Ligne 78 en 2005.
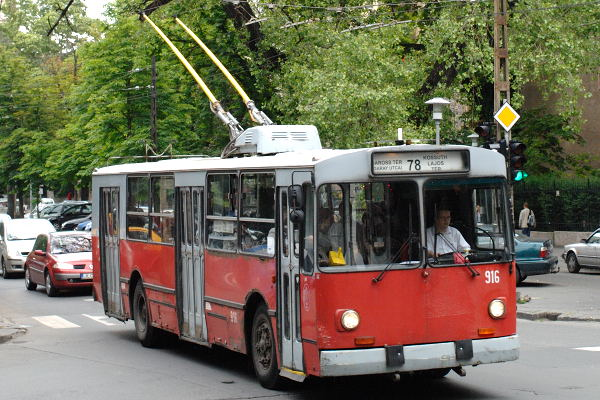
Ligne 78 en 2006.
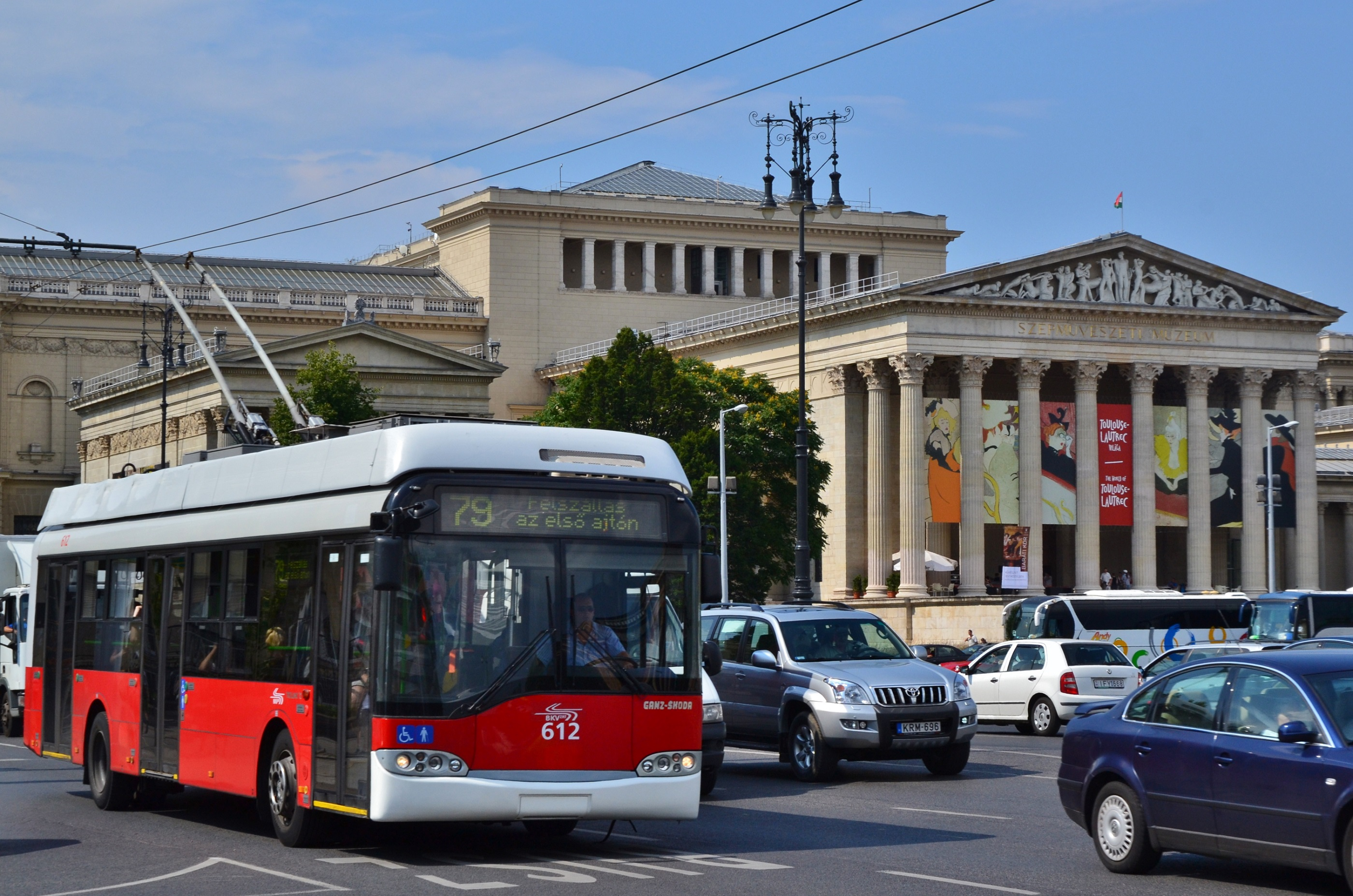
Ligne 79 sur la Place des Héros devant le Musée des beaux-arts en 2014.
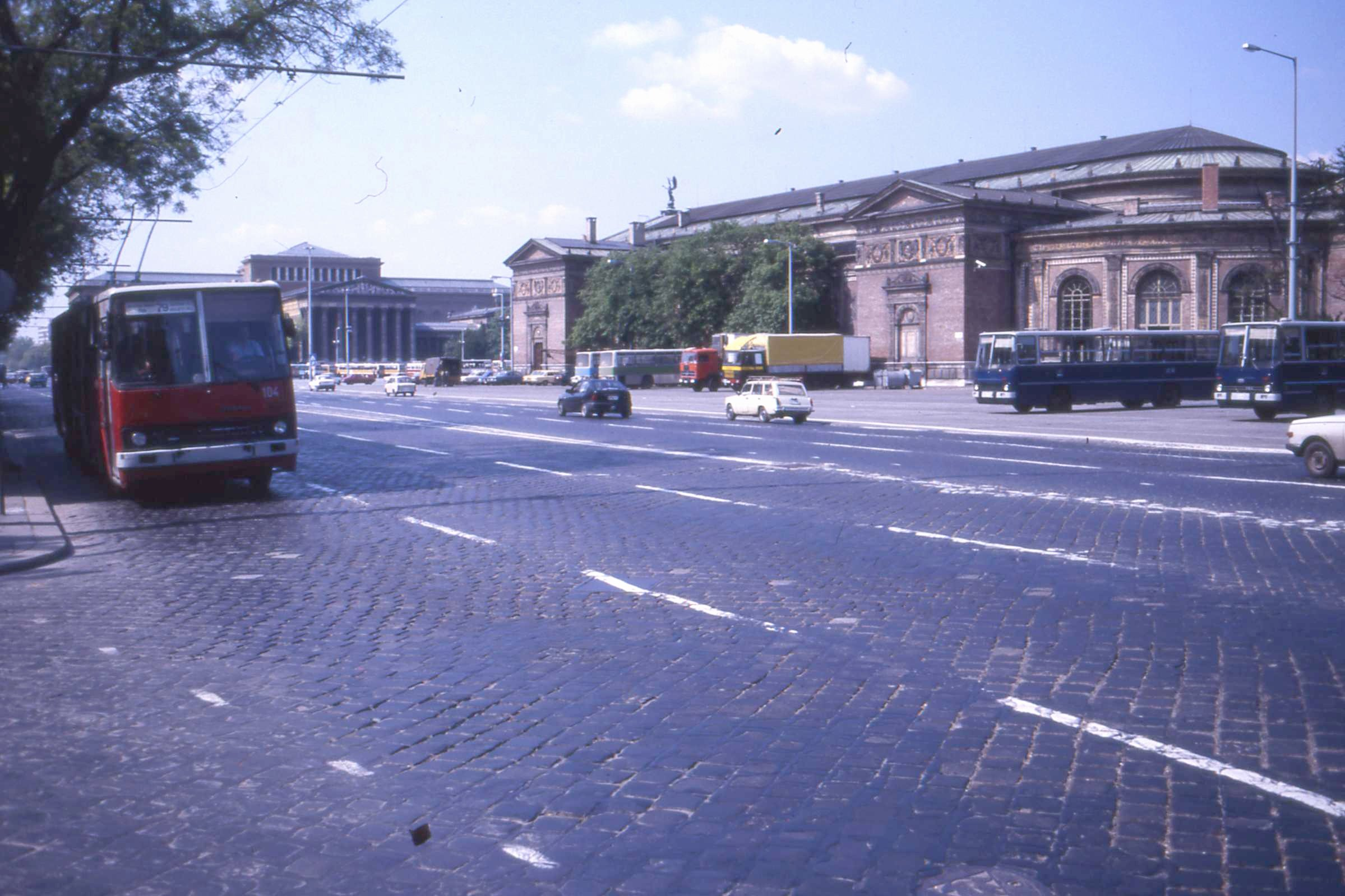
Ligne 79 sur Dózsa György út devant le Műcsarnok en 1988.
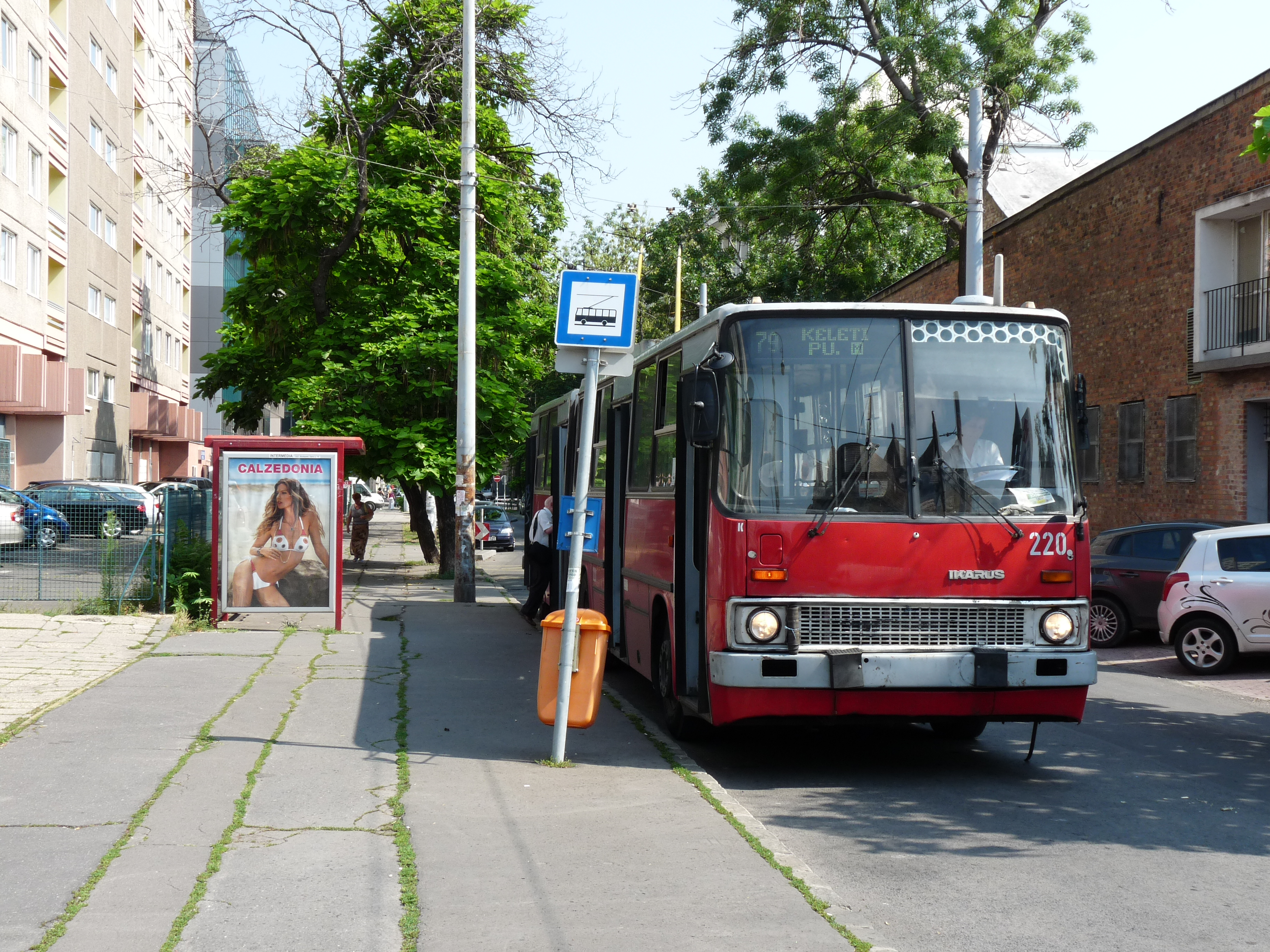
Ligne 79 à son ancien terminus de Dózsa György út en 2010.
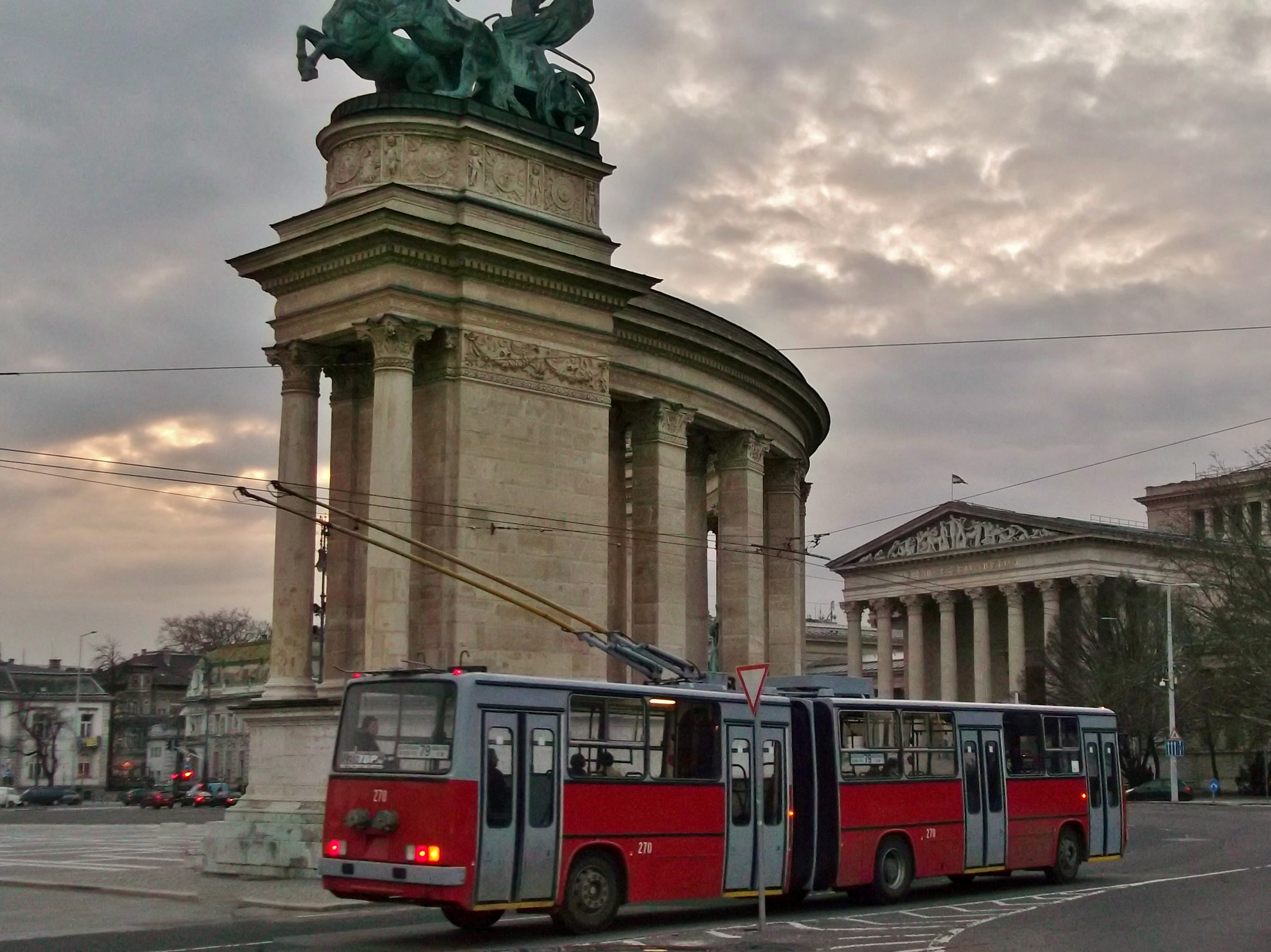
Ligne 79 sur la Place des Héros en 2013.
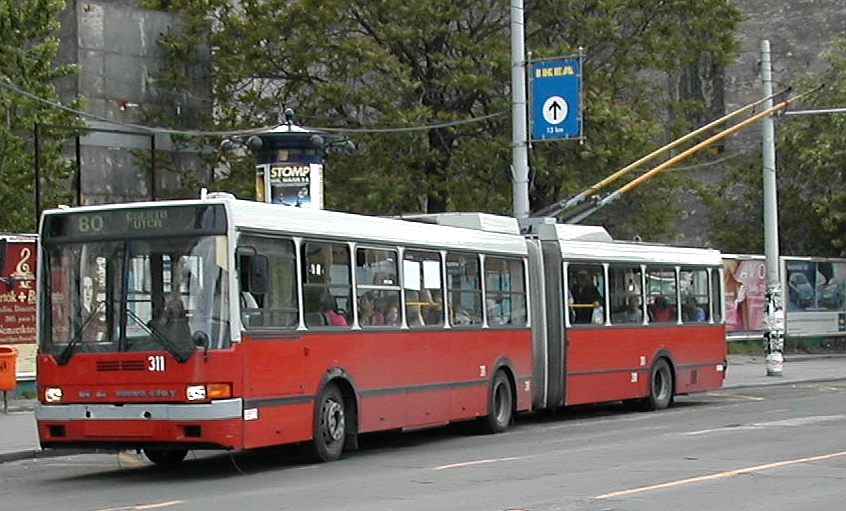
Ligne 80 en 2005.
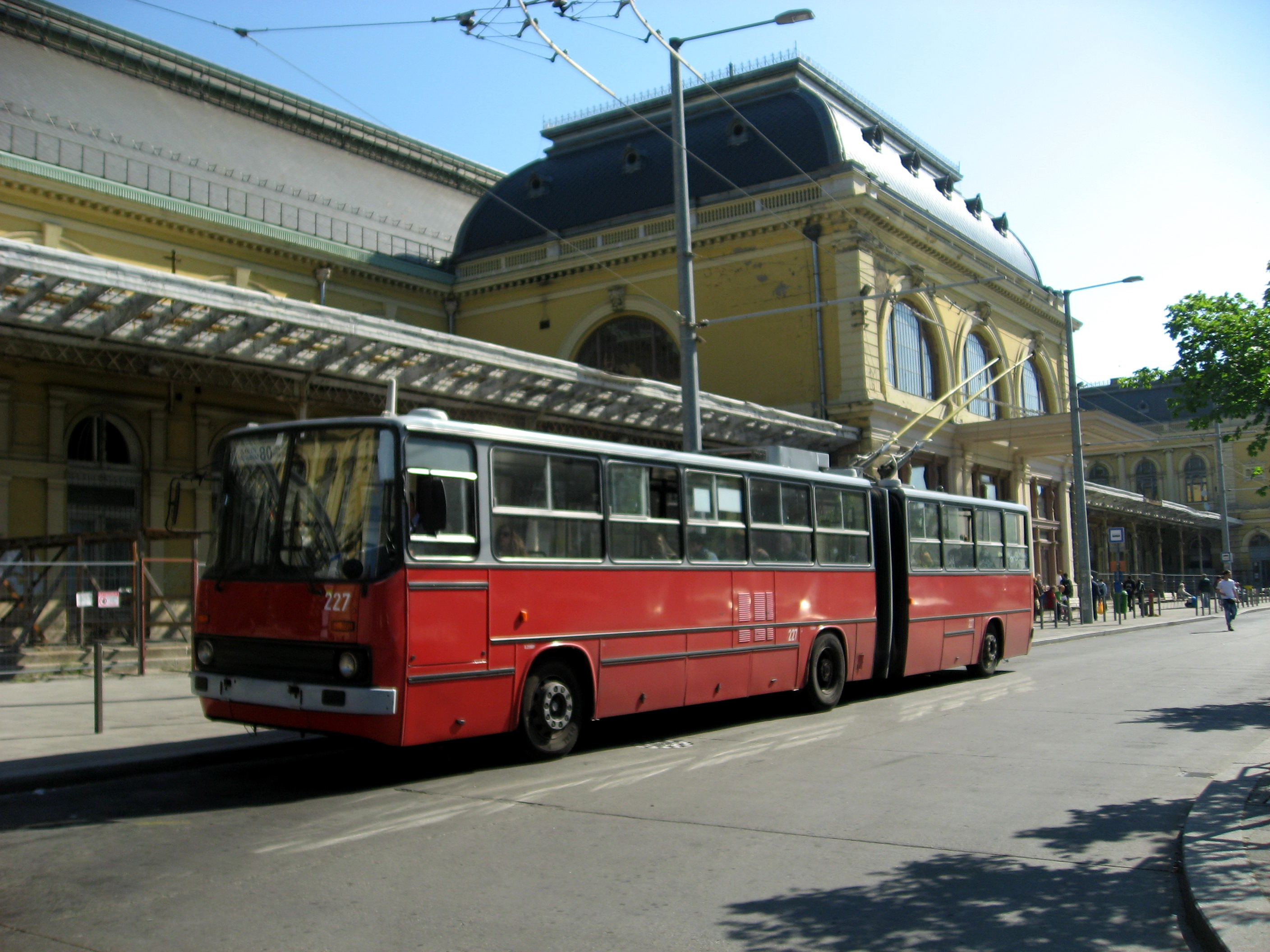
Ligne 80 devant la gare de Budapest-Keleti en 2011.
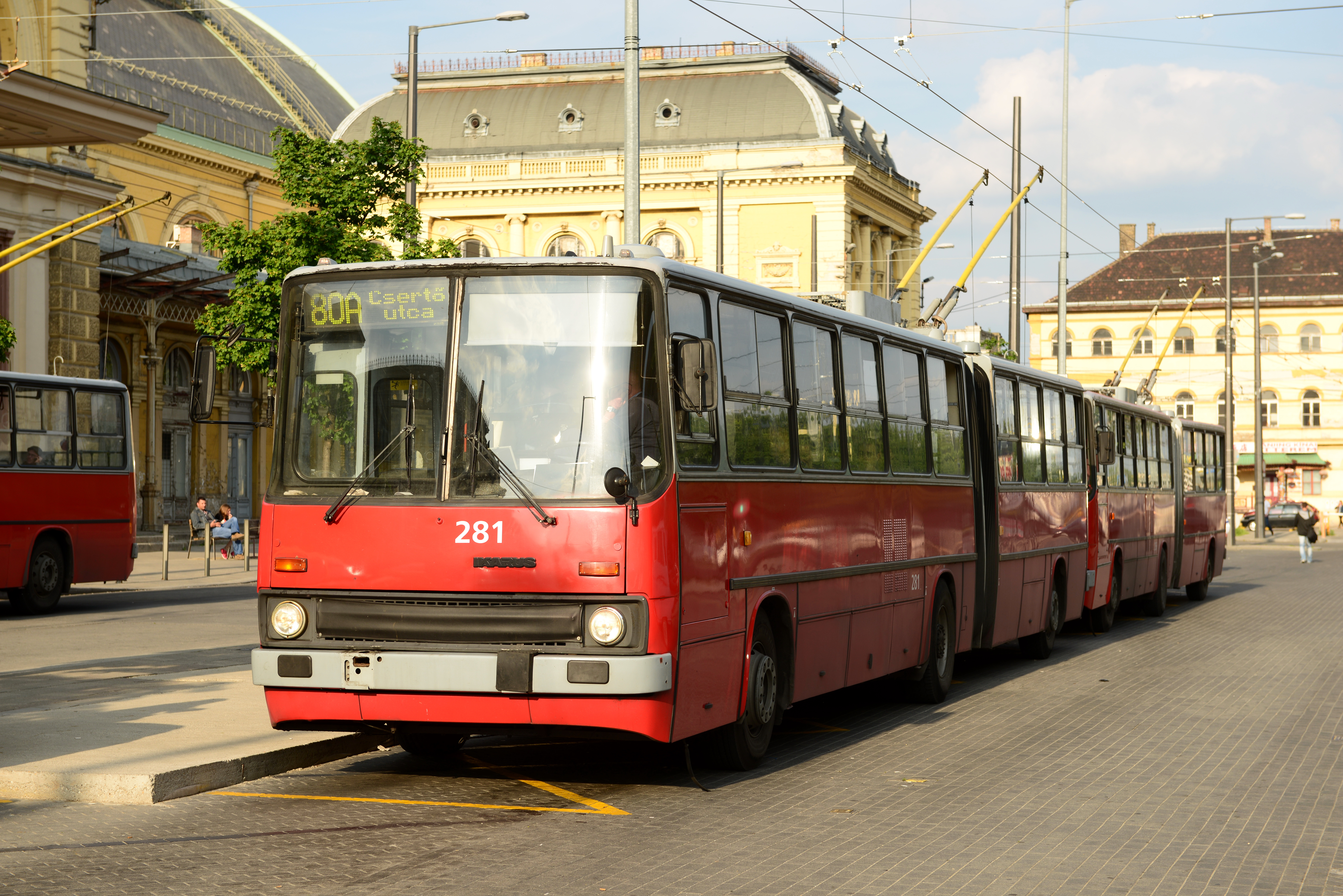
Ligne 80A devant la gare de Budapest-Keleti en 2014.
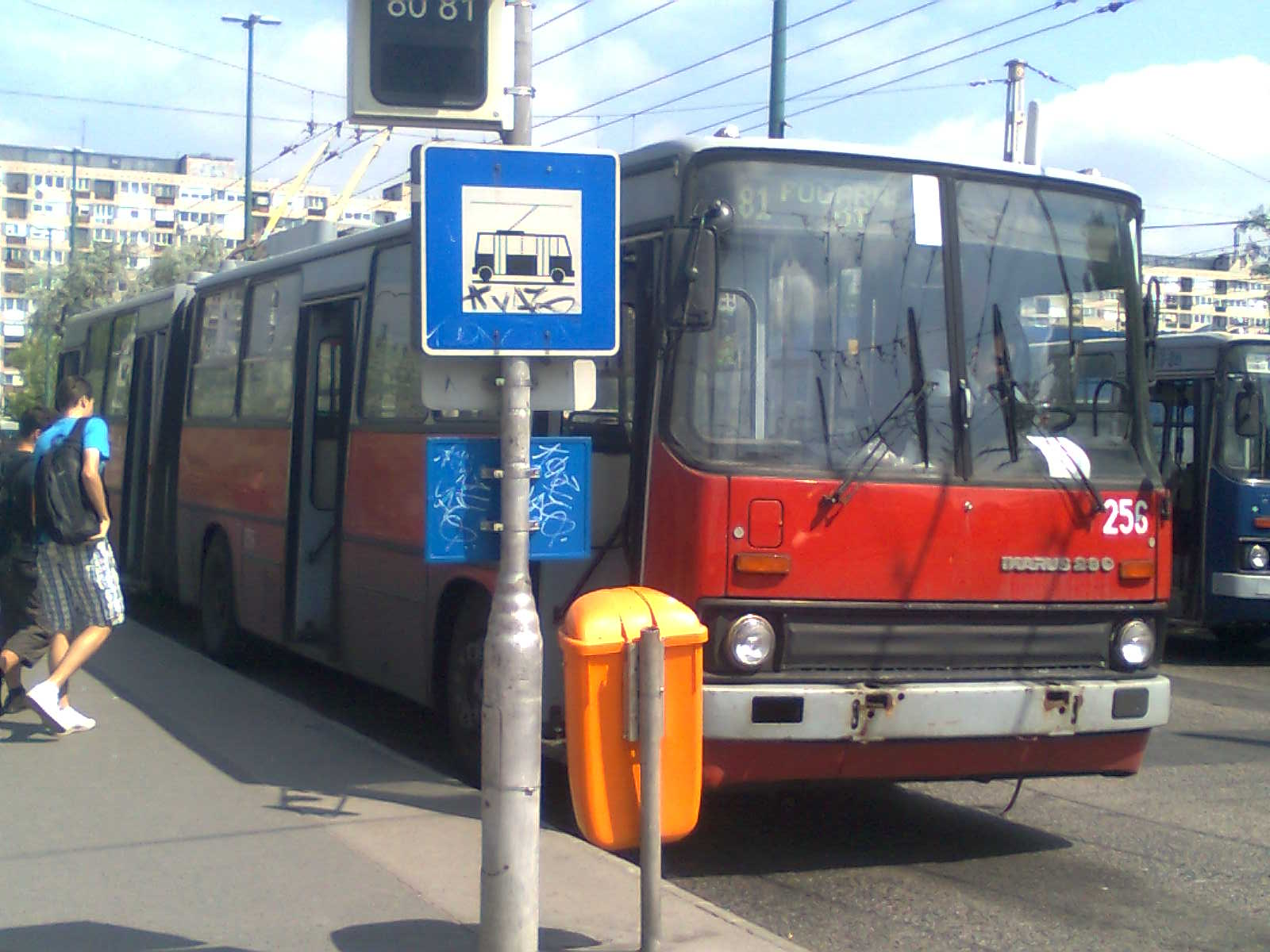
Ligne 81 au terminus d'Örs vezér tere M+H en 2010.
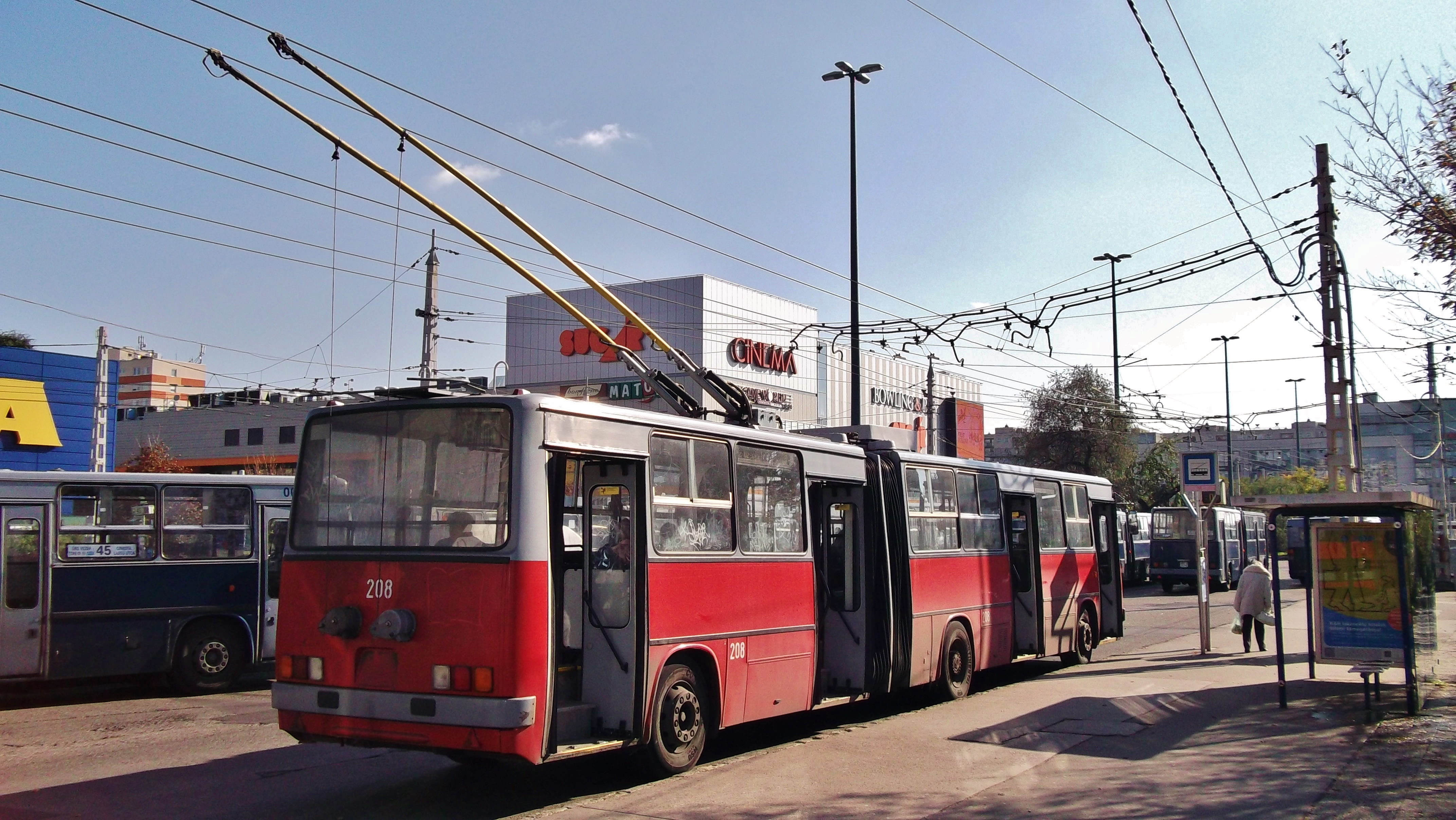
Ligne 82 sur Örs vezér tere en 2012.
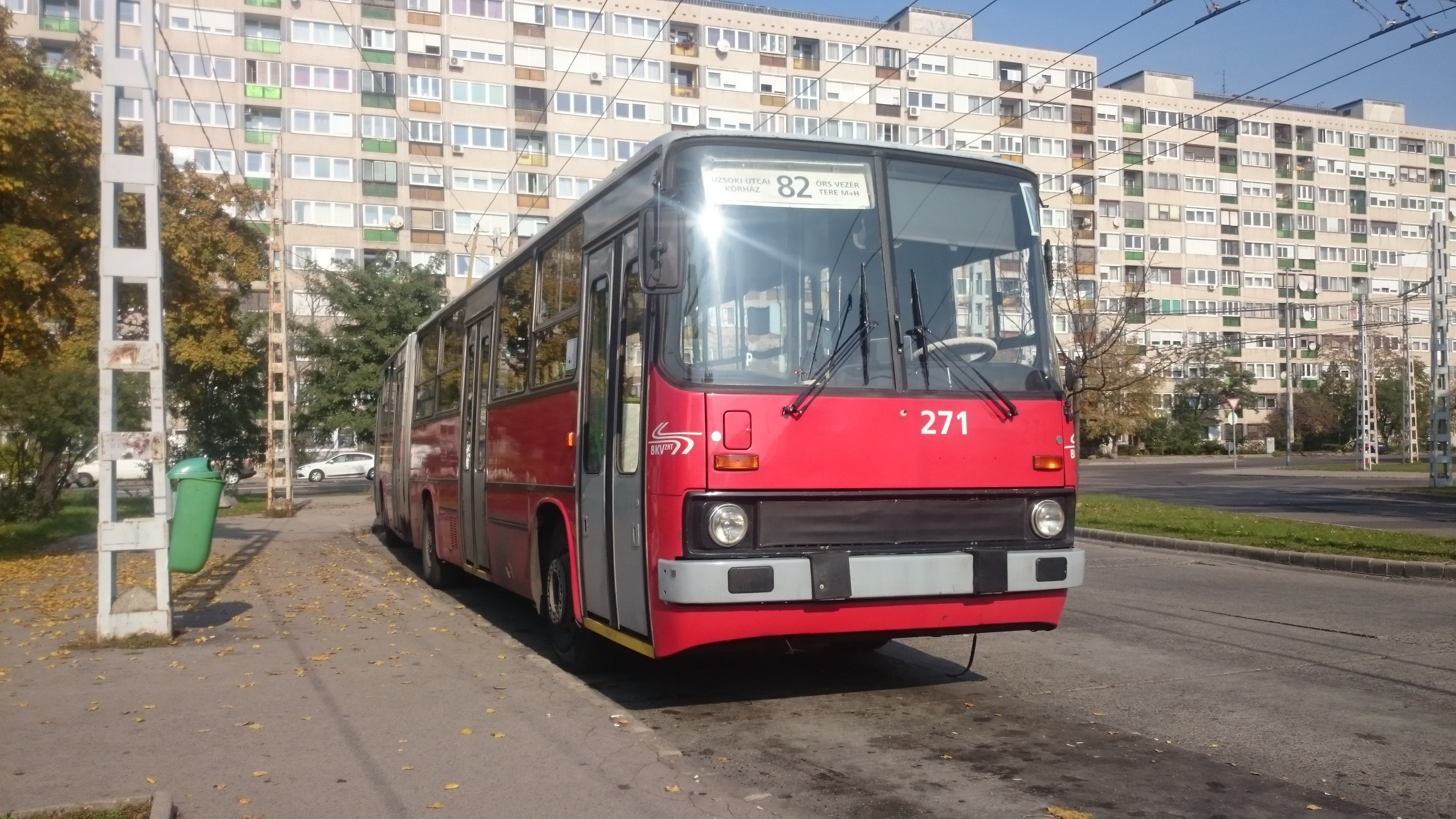
Ligne 82 au terminus Örs vezér tere en 2015.
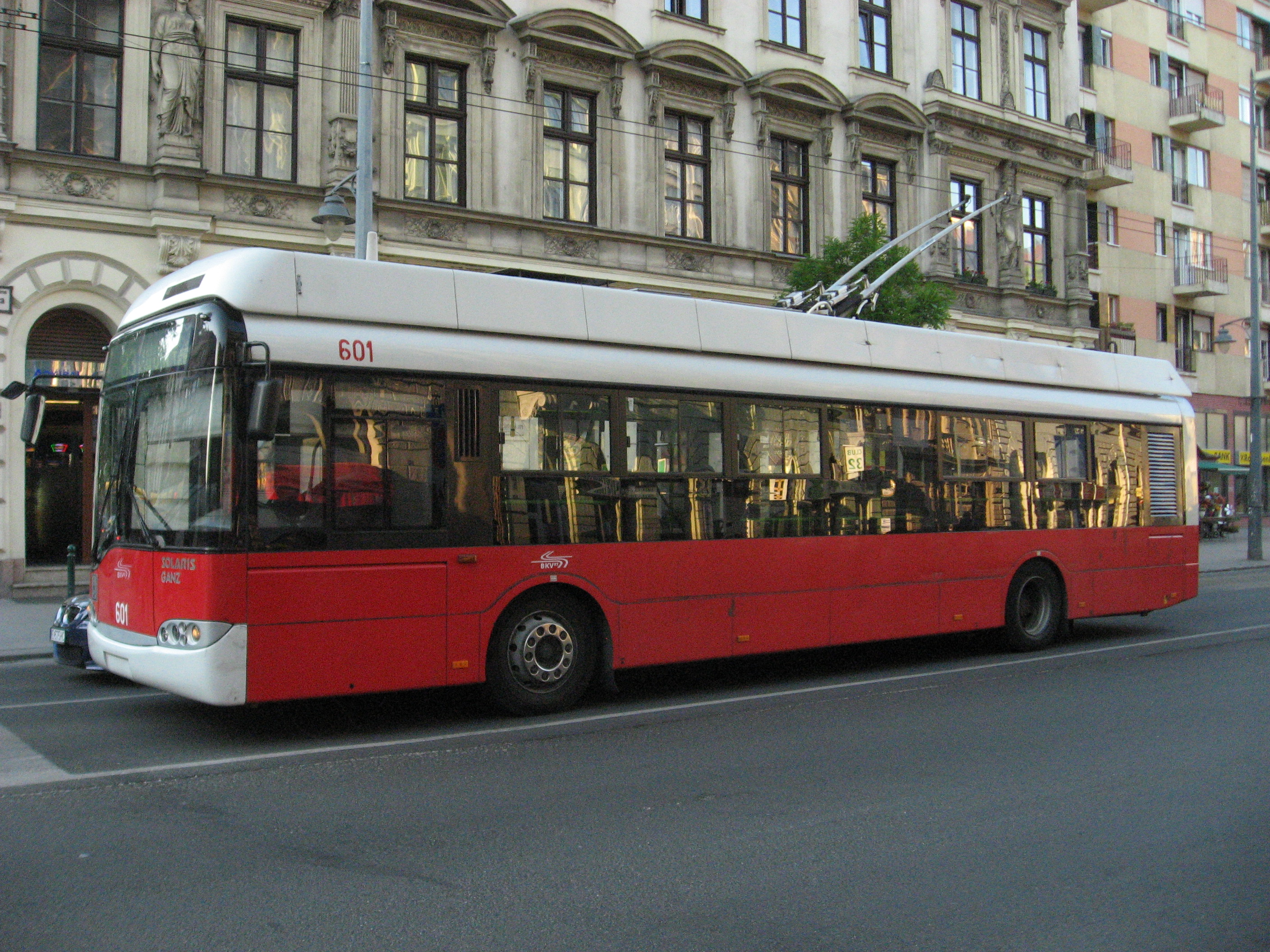
Ligne 83 en 2011.
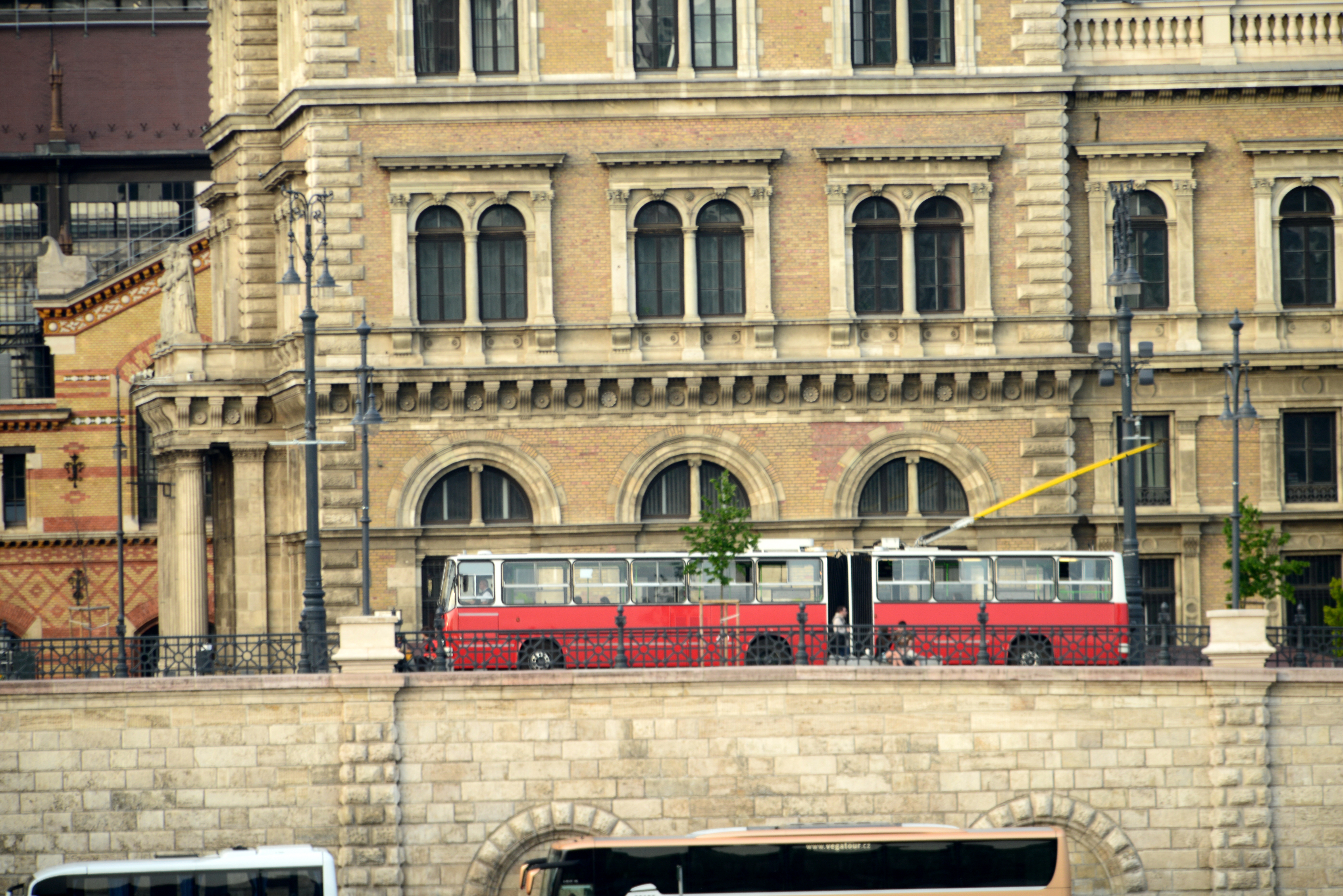
Ligne 83 sur Fővám tér M en 2014.
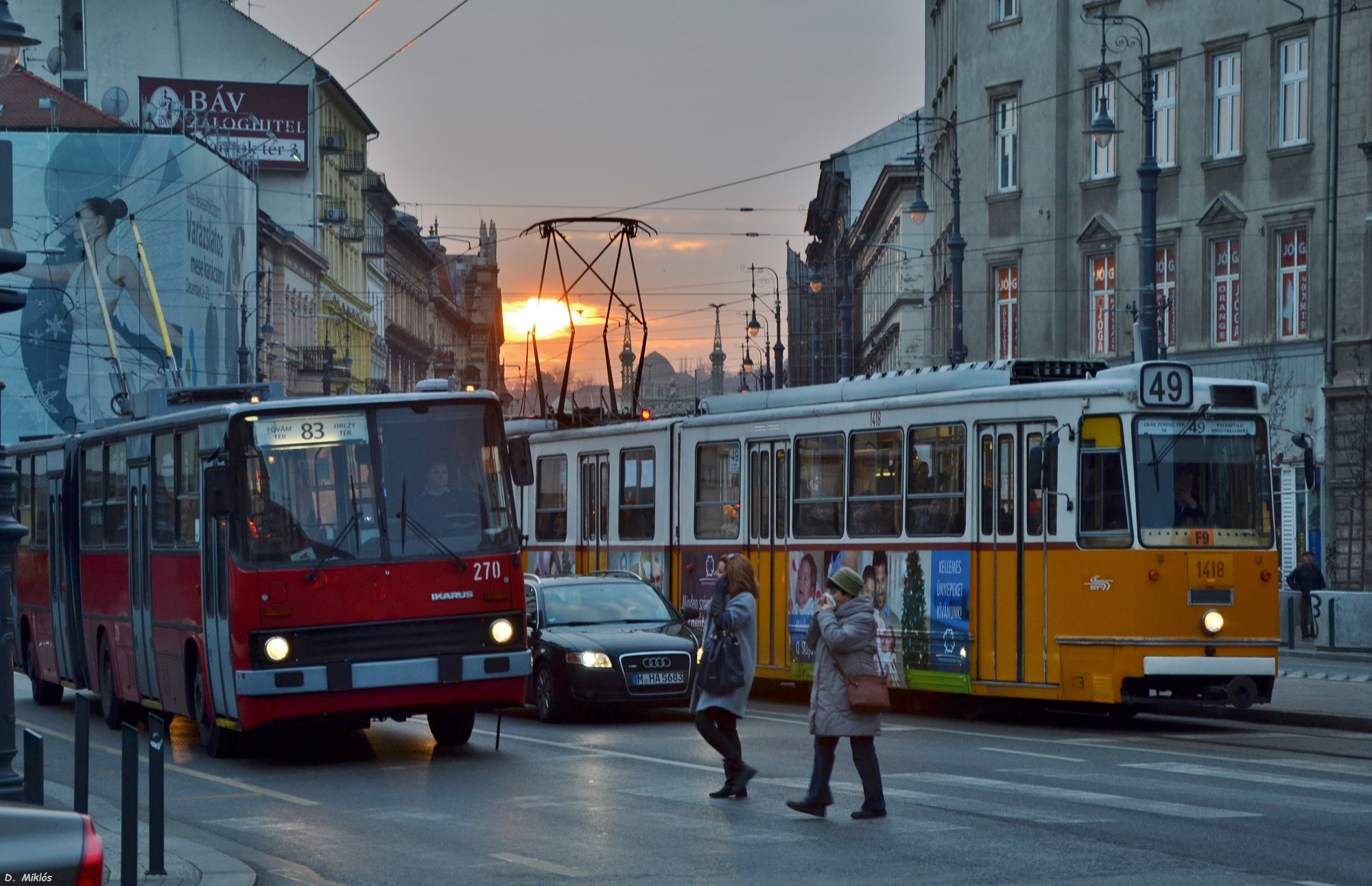
Ligne 83 sur Kálvin tér en 2014.